# Умершие в марте 2022 года
Это список известных людей, соответствующих установленным критериям значимости (см. Википедия:Критерии значимости персоналий), умерших в марте 2022 года.
Причина смерти указывается лишь в исключительных случаях (убийство, самоубийство, гибель в результате военных действий, смертная казнь, ДТП или несчастные случаи). В остальных случаях — не указывается.

## 31 марта

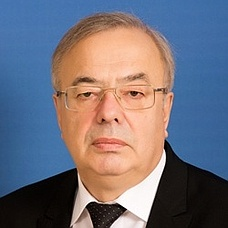
Владимир Бочков

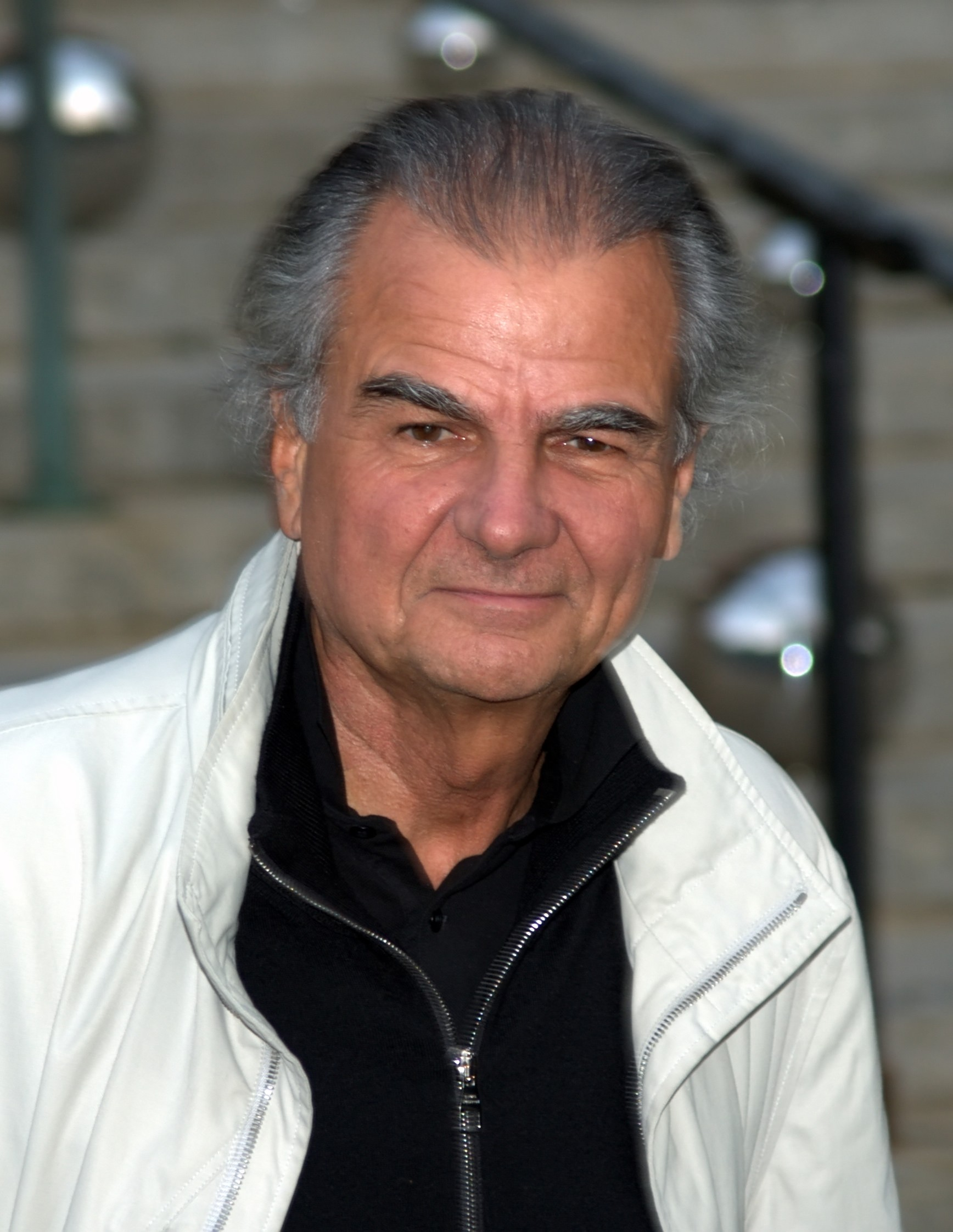
Патрик Демаршелье

- Атанасов, Георгий Иванов (88) — председатель Совета министров Болгарии (1986—1990)[1].
- Башмаков, Марк Иванович (85) — советский и российский математик и педагог, академик РАО (1993)[2].
- Болатлы, Рыдван (93) — турецкий футболист, защитник[3].
- Бочков, Владимир Михайлович (75) — советский и российский хозяйственный и государственный деятель, член Совета Федерации (2013—2018)[4].
- Говард, Ричард[англ.] (92) — американский поэт, лауреат Пулитцеровской премии (1970)[5].
- Деккерт, Гюнтер (82) — немецкий политический деятель, председатель НДПГ (1991—1996)[6].
- Демаршелье, Патрик (78) — французский фотограф, один из важнейших мастеров модной фотографии[7].
- Джанола, Анхель Мария[исп.] (95) — уругвайский государственный деятель, министр труда и социального обеспечения (1960—1963), министр внутренних дел (1994—1995)[8].
- Ермаков, Игорь Павлович (83) — советский и российский физиолог растений, доктор биологических наук (1992), заслуженный профессор МГУ (2012)[9].
- Золин, Валерий Алексеевич (66) — советский футболист («Зенит»), чемпион СССР (1984)[10].
- Курганов, Алексей Сергеевич (31) — российский военнослужащий, гвардии капитан, участник российско-украинской войны, Герой Российской Федерации (2022, посмертно); погиб в бою (звание ГРФ присвоено ему в этот день)[11].
- Маклахлан, Патриция (84) — американская писательница[12].
- Поблете, Патрисия[исп.] (75) — чилийский экономист и государственный деятель, министр жилищного строительства (2006—2010)[13].
- Самойленко, Виктор Григорьевич (90) — советский военный политработник, генерал-полковник[14].
- Сеневиратне, Атхауда[англ.] (90) — шри-ланкийский политический деятель, депутат парламента Шри-Ланки[15].
- Спирою, Никулае (85) — румынский генерал, министр обороны Румынии (1991—1994)[16].
- Таруашвили, Леонид Иосифович (75) — советский и российский искусствовед, почётный член РАХ (2015)[17].
- Турянчик, Василий Юрьевич (86) — советский футболист («Динамо» Киев) и украинский тренер, заслуженный мастер спорта СССР (1967)[18].
- Фридмански, Золтан (87) — венгерский футболист и тренер[19].
- Царенко, Вера Петровна (82) — советский и российский учёный в области плодоводства, член-корреспондент РАСХН (2001—2014), член-корреспондент РАН (2014)[20].
- Цетлин, Владимир Владимирович (83) — советский и российский биолог[21].
- Цыбко, Алексей Александрович (55) — украинский регбист, спортивный функционер и политик, мэр Смелы (2015—2016, 2018), участник российско-украинской войны; погиб в бою[22].
- Шаламоун, Иржи[чеш.] (86) — чехословацкий и чешский художник[23].

## 30 марта

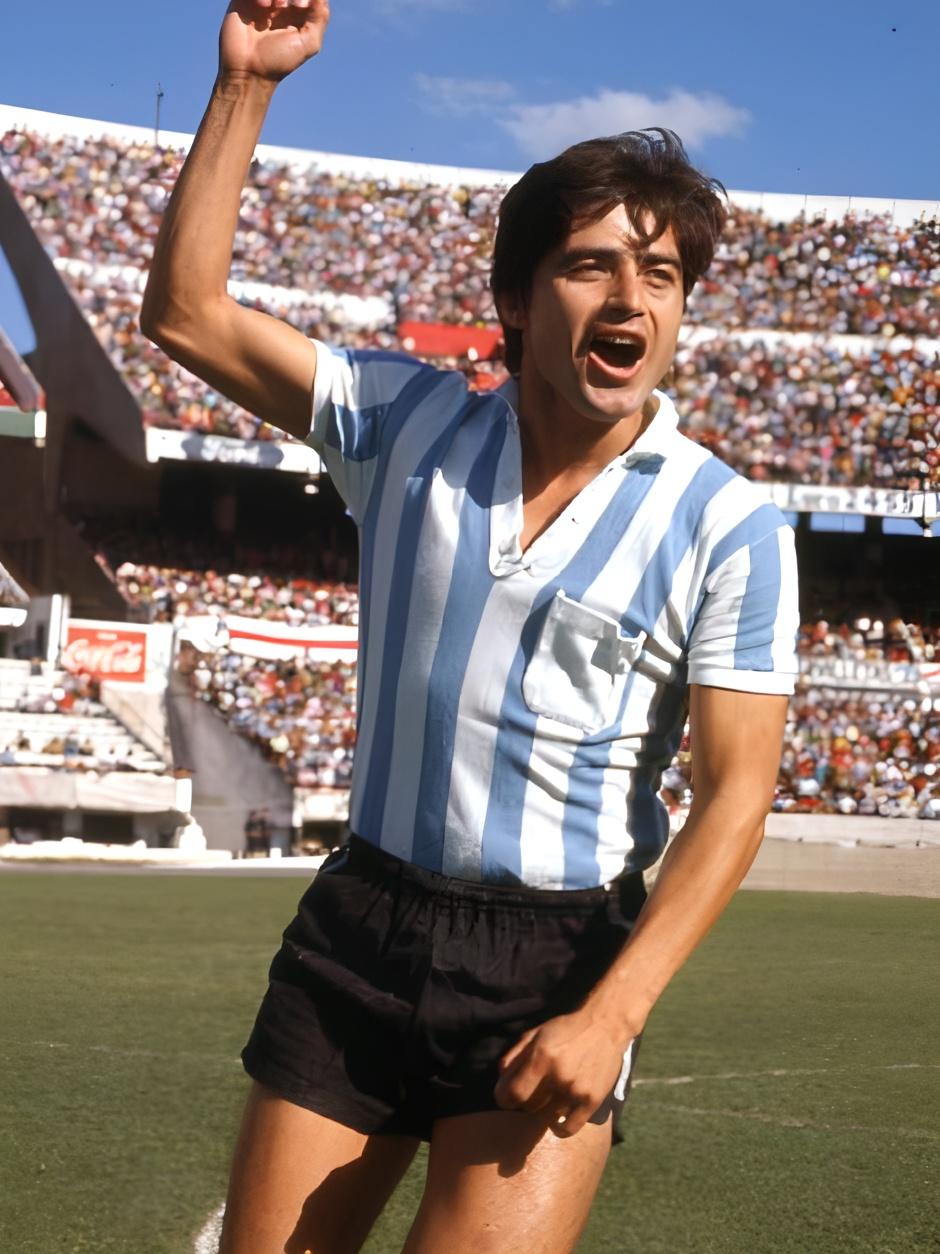
Хуан Карденас

- Берикашвили, Нодар Алексеевич (93) — грузинский математик, действительный член НАН Грузии (2001)[24].
- Зарицкий, Джон[англ.] (78) — канадский кинорежиссёр-документалист и продюсер, лауреат премии «Оскар» (1983)[25].
- Ирвин, Дэвид[англ.] (75) — австралийский дипломат, глава ASIS[англ.] (2003—2009) и ASIO (2009—2014)[26].
- Карденас, Хуан (76) — аргентинский футболист («Расинг-клуб», национальная сборная)[27].
- Кленин, Владимир Васильевич (81) — советский боксёр, советский и украинский тренер по боксу, заслуженный тренер Украинской ССР (1985)[28].
- Кузьмина, Капитолина Артемьевна (96) — советская и российская артистка Московского театра оперетты, народная артистка РСФСР (1978)[29].
- Паркер, Том[англ.] (33) — британский певец, член группы The Wanted[30][31].
- Пик, Джон (97) — британский хоккеист (хоккей на траве), нападающий, серебряный призёр летних Олимпийских игр (1948)[32].
- Франке, Эгон (86) — польский рапирист, чемпион Олимпийских игр (1964)[33].
- Фурс, Александр Витальевич (72) — советский и российский деятель МВД, начальник управления информации, общественных и региональных связей МВД, генерал-майор внутренней службы, писатель и киносценарист-документалист, историк-германист[34].

## 29 марта
- Ахмедьянов, Фаим Ганиевич (57) — российский актёр, народный артист Республики Башкортостан (2021); ДТП[35].
- Ван Дамме, Мигел (28) — бельгийский футболист, игравший за «Серкль Брюгге»[36].
- Гашич, Мирослав[серб.] (89) — сербский химик, академик САНУ (1994)[37].
- Гелашвили, Нугзар (88) — советский и грузинский оперный певец, солист Тбилисского театра оперы и балета, народный артист Грузинской ССР (1989)[38].
- Горшков, Юрий Давыдович (77) — советский и молдавский хореограф, народный артист Молдавии (2009)[39].
- Насибуллин, Игорь Леонидович (26) — российский военнослужащий, танкист, участник российско-украинской войны, Герой России (посмертно); погиб в бою[40].
- Пашке, Фриц[нем.] (93) — австрийский инженер-электрик, член Австрийской академии наук (1977)[41].
- Рюдигер Саксонский (68) — морганатический потомок саксонских королей[42].
- Скуиньш, Зигмунд (95) — латвийский писатель, драматург и переводчик[43].
- Стахова, Ангела (73) — верхнелужицкая и немецкая писательница, депутат Бундестага (1990—1994)[44].
- Херман, Пол[англ.] (76) — американский киноактёр[45].

## 28 марта

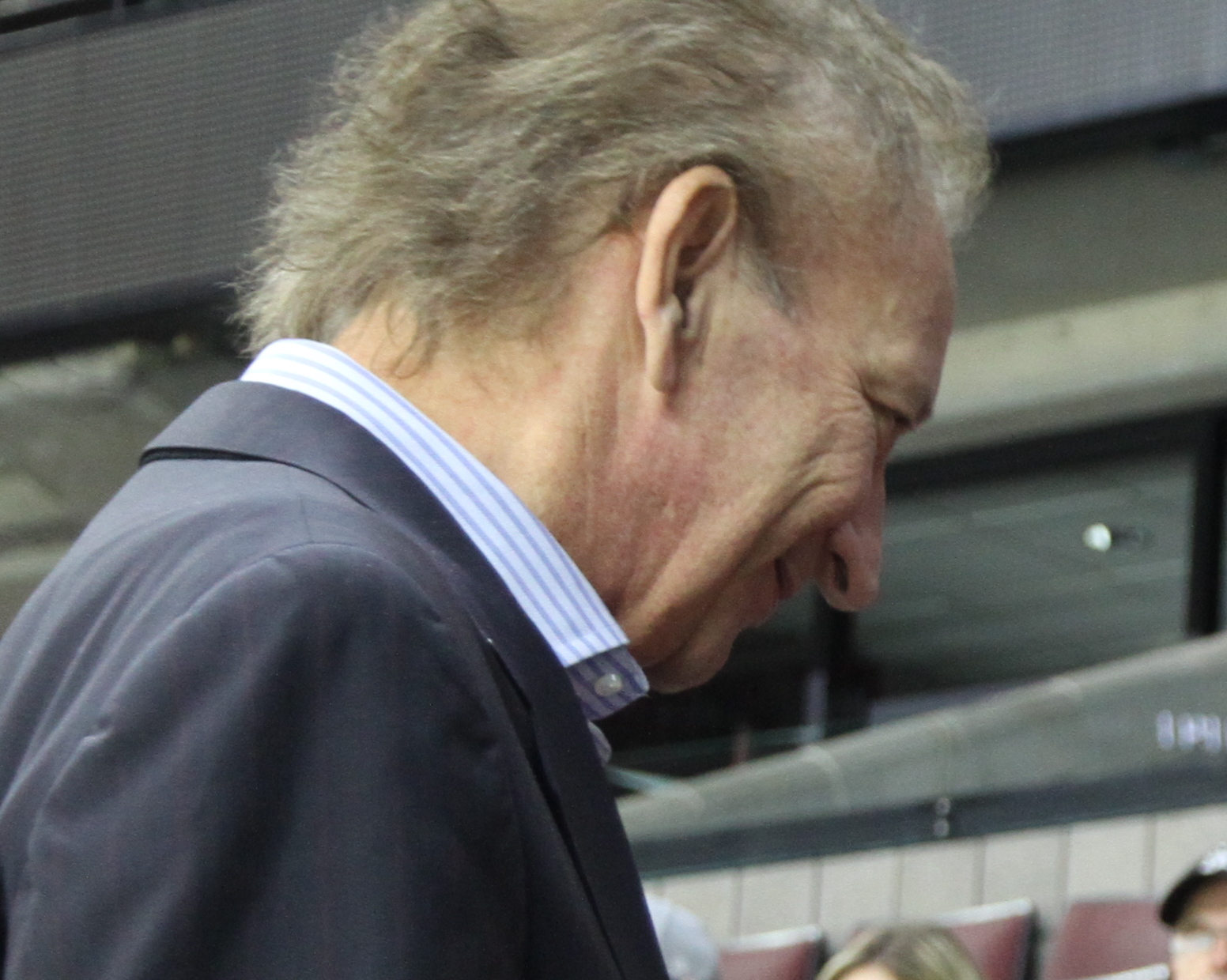
Юджин Мельник

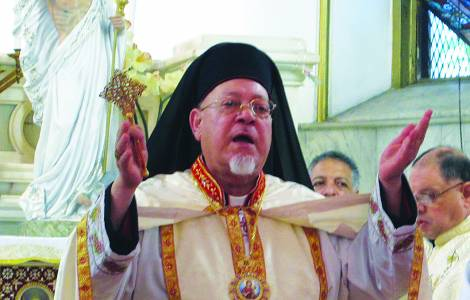
Антоний Нагиб

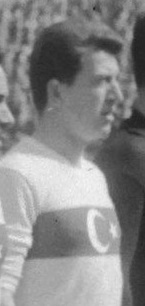
Наджи Эрдем

- Бу-Жауде, Жорж[англ.] (78) — ливанский маронитский католический иерарх, архиепископ Триполи (2005—2020)[46].
- Гончаренко, Владимир Борисович (67) — российский дипломат, посол на Мадагаскаре и на Коморских островах (2006—2013), посол в Брунее (с 2019 года)[47].
- Конитопулу-Легаки, Ирини[греч.][значимость?] (90) — греческая певица[48].
- Кейликс, Мира[англ.] (51) — британский композитор[49].
- Крынин, Александр Эдуардович (25) — российский военнослужащий, начальник штаба танкового батальона, гвардии старший лейтенант, участник российско-украинской войны, Герой Российской Федерации (2022, посмертно); погиб в бою[50].
- Мельник, Юджин (62) — канадский бизнесмен, владелец и председатель «Оттава Сенаторз»[51].
- Нагиб, Антоний (87) — египетский кардинал, коптский патриарх Александрийский (2006—2013)[52].
- Панковски, Ракель (69) — мексиканская актриса театра и кино[53].
- Потиевский, Виктор Александрович (84/85) — советский и российский писатель[54] (О смерти стало известно в этот день).
- Пятаченко, Григорий Александрович (90) — украинский политик, министр финансов Украины (1991—1994)[55].
- Сильченко, Николай Владимирович (68) — советский и белорусский юрист, доктор юридических наук (1993), профессор кафедры теории и истории государства и права Белорусского государственного университета[56].
- Стрёмбо, Хельмер (73) — норвежский кёрлингист, чемпион Европы (1975)[57].
- Ткачёв, Сергей Петрович (99) — советский и российский живописец, народный художник СССР (1983), академик АХ СССР / РАХ (1978), брат А. П. Ткачёва[58].
- Чомски, Марвин?! (92) — американский кинорежиссёр[59].
- Эрдем, Наджи (91) — турецкий футболист[60].

## 27 марта

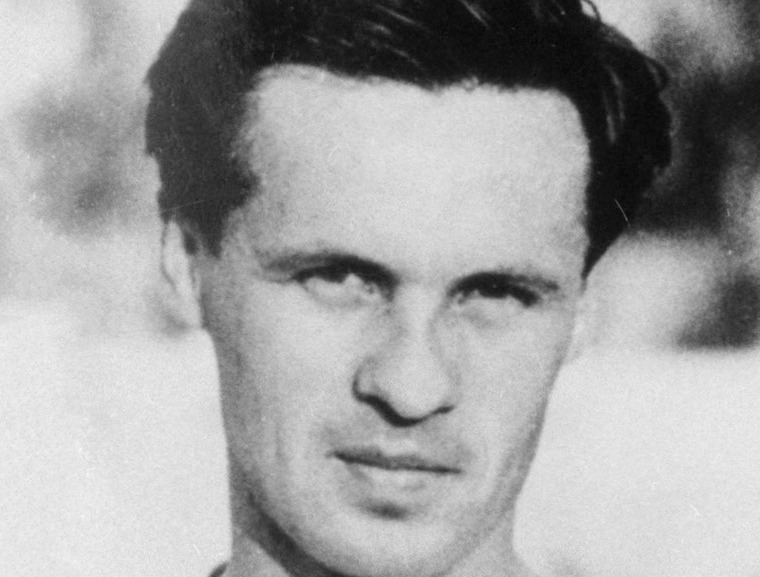
Титус Буберник

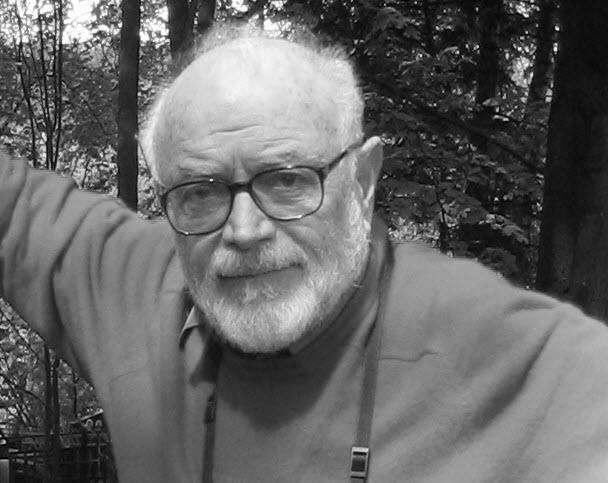
Марио Мучник

- Буберник, Титус (88) — чехословацкий футболист, серебряный призёр чемпионата мира (1962), бронзовый призёр чемпионата Европы (1960) в составе национальной сборной[61].
- Вопел, Джеймс[англ.] (76) — американский геронтолог и демограф, член Национальной академии наук США (2004)[62].
- Забелина, Александра Ивановна (85) — советская фехтовальщица на рапирах, трёхкратная олимпийская чемпионка (1960, 1968, 1972), девятикратная чемпионка мира[63].
- Казыбаев, Батыр Какимжанович (53) — казахстанский журналист и медиаменеджер[64].
- Макаров, Владимир Петрович (77/78) — советский и киргизский учёный, специалист в области горного производства, физики твёрдого тела и конденсированных систем, доктор технических наук, доктор физико-математических наук, профессор КРСУ[65].
- Муталибов, Аяз Ниязи оглы (83) — советский и азербайджанский государственный и политический деятель, первый секретарь ЦК КП Азербайджана (1990—1991), член Политбюро ЦК КПСС (1990—1991), президент Азербайджанской ССР (1990—1991), президент Азербайджана (1991—1992)[66].
- Мучник, Марио (90) — аргентинский издатель, писатель, фотограф[67].
- Поуп, Мартин[англ.] (103) — американский физикохимик, профессор Нью-Йоркского университета[68].
- Ржавский, Александр Николаевич (63) — украинский политический деятель, депутат Верховной рады (1998—2002), председатель Всеукраинского политического объединения «Єдина родина»; убит[69][70].
- Сенюк, Алексей Александрович — украинский военнослужащий, старшина, участник российско-украинской войны, Герой Украины (2022, посмертно); погиб в бою[71].
- Султан-Заде, Вахдет Мамедага оглы (86) — советский и азербайджанский дипломат, Чрезвычайный и Полномочный посол Азербайджана в Туркменистане и в Республике Афганистан[72].
- Федорцов, Николай Павлович (81) — советский и российский актёр театра и кино[73].

## 26 марта

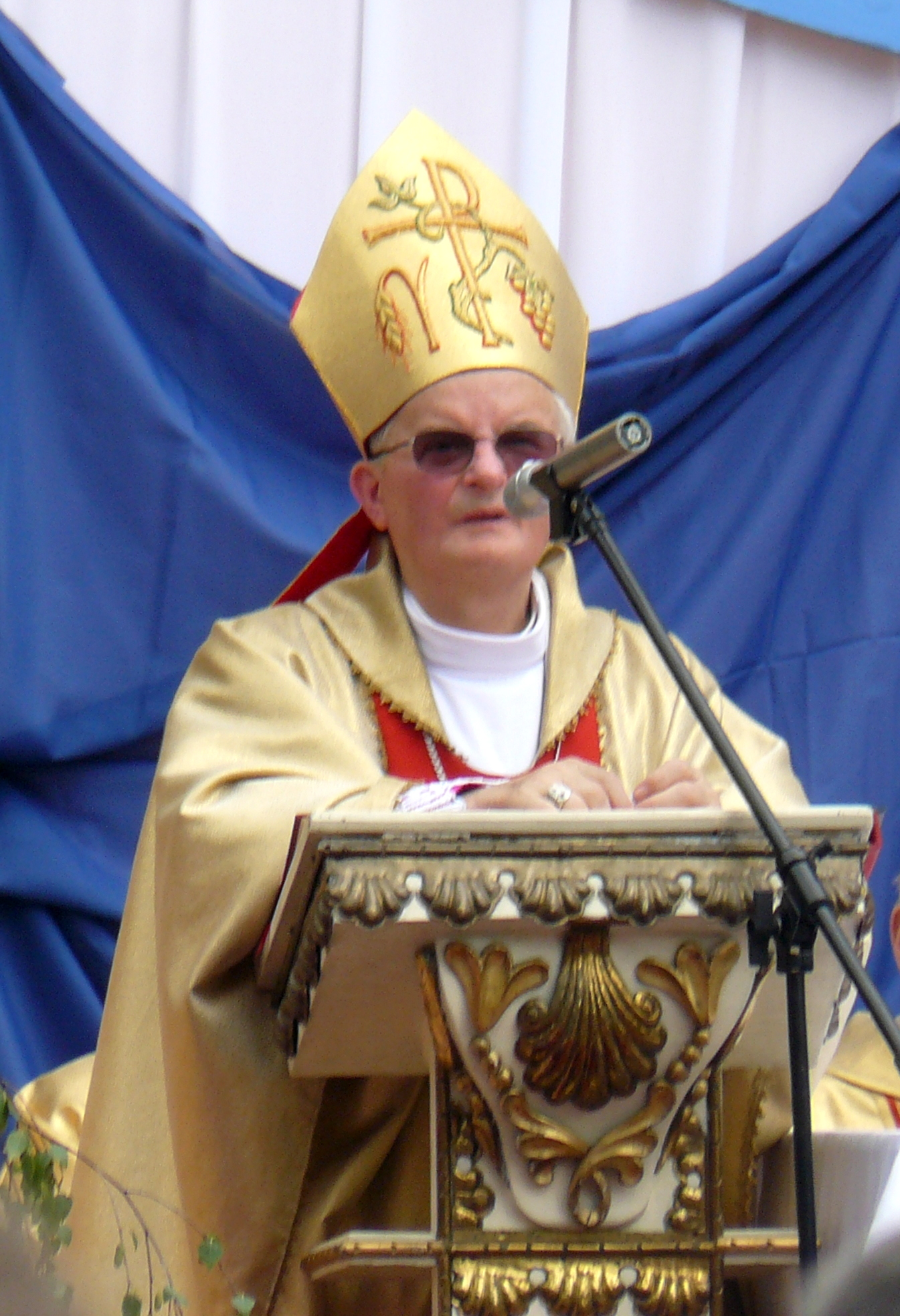
Теофил Вильский

- Бредшоу, Клодетт[англ.] (72) — канадский политик, министр труда (1998—2004), член Парламента (1997—2006)[74].
- Вильский, Теофил Юзеф (86) — польский католический прелат, вспомогательный епископ Калиша (1995—2011)[75].
- Дмитриенко, Василий Тихонович (80) — советский и российский художник, заслуженный художник Российской Федерации (2007)[76].
- Кавина, Джанни[итал.] (81) — итальянский актёр и сценарист[77].
- Карсон, Джефф[англ.] (58) — американский актёр и певец[78].
- Колесникова, Виолетта Павловна (83) — советский и российский художник-мультипликатор, заслуженный художник РСФСР (1989)[79].
- Корнийчук, Богдан Сергеевич (22) — украинский военнослужащий, лейтенант, участник российско-украинской войны, Герой Украины (2022, посмертно); погиб в бою (о смерти стало известно в этот день)[80].
- Мориарти, Джеймс[англ.] (85) — ирландский католический прелат, епископ Килдэра и Лейхлина (2002—2010)[81].
- Носов, Владимир Николаевич (33) — российский военнослужащий, капитан, участник российско-украинской войны, Герой России (2022, посмертно); погиб в бою[82].
- Пинти, Энрике[исп.] (82) — аргентинский актёр[83].
- Прохоров, Константин Александрович (97) — советский и российский живописец, народный художник Российской Федерации (2011)[84].
- Хусейнов, Раджабали Мамедович (80) — советский и таджикский актёр, заслуженный артист Таджикистана[85].

## 25 марта

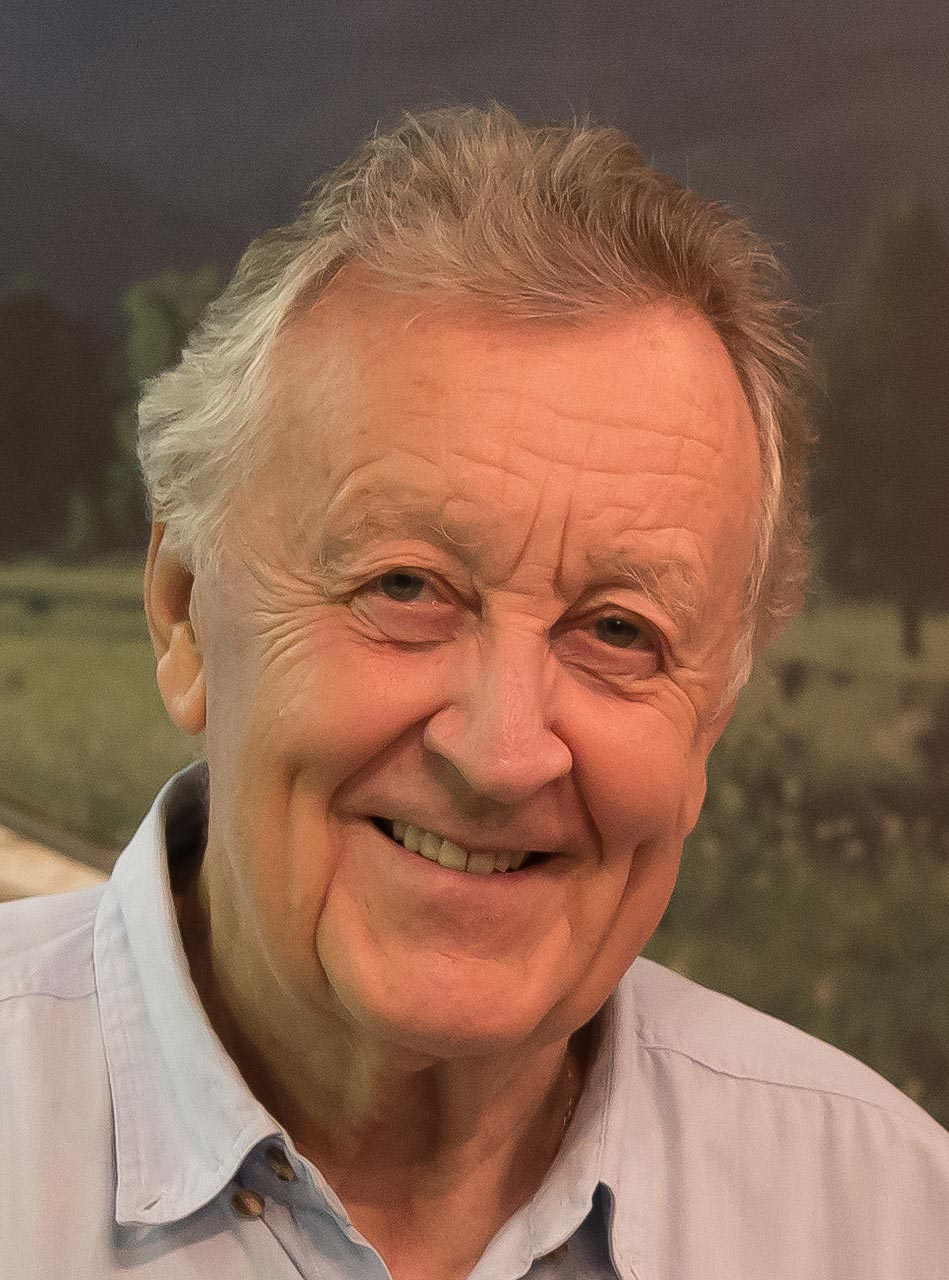
Николай Соболев

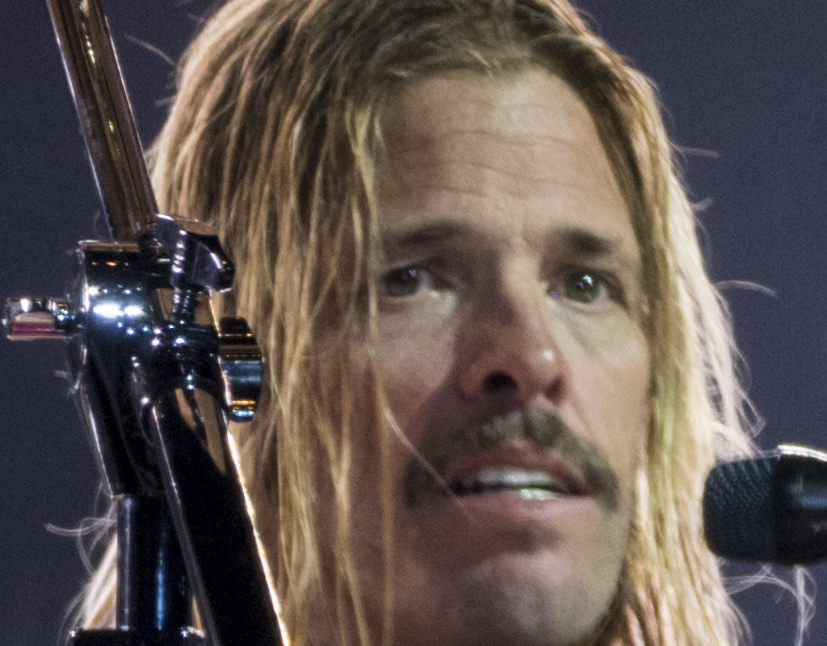
Тейлор Хокинс

- Аугустин, Йосеф (79) — чехословацкий и чешский шахматист, международный мастер (1976)[86].
- Алеле-Уильямс, Грейс[англ.] (89) — нигерийский математик, доктор наук, профессор[87].
- Барахени, Реза[англ.] (86) — иранский писатель[88].
- Бондарук, Виталий Анатольевич (24) — украинский военнослужащий, старший лейтенант, участник российско-украинской войны, Герой Украины (2022, посмертно); погиб в бою[89].
- Башир, Талекуннил[англ.] (77) — индийский политик, депутат Лок сабхи, член Раджья сабхи[90].
- Гимбер, Франсуаза[фр.] (76) — реюньонская и французская эстрадная певица[91].
- Дикунов, Иван Павлович (80) — советский и российский скульптор, народный художник Российской Федерации (2007)[92].
- Ефимов, Александр Александрович (27) — российский военнослужащий, заместитель командира роты разведывательного батальона, гвардии старший лейтенант, участник российско-украинской войны Герой Российской Федерации (2022, посмертно); погиб в бою[93].
- Кагал, Максим Владимирович (30) — украинский спортсмен-кикбоксер, чемпион мира в составе сборной Украины и бронзовый призёр по кикбоксингу по версии ISKA (2014); участник российско-украинской войны, Герой Украины (2022, посмертно); погиб в бою[94][95].
- Каракашевич, Миливой[англ.] (73) — югославский спортсмен (настольный теннис), призёр чемпионатов мира (1971, 1975)[96].
- Лошаков, Владимир Григорьевич (85) — советский и российский учёный в области агрономии, доктор сельскохозяйственных наук (1982), профессор МСХА имени К. А. Тимирязева, заслуженный деятель науки Российской Федерации[97].
- Найдек, Владимир Леонтьевич (84) — советский и украинский учёный в области металлургии и материаловедения, академик НАН Украины (1995)[98].
- Нгуен Хыу Вьет[англ.] (33) — вьетнамский пловец, участник Олимпийских игр (2004 и 2008), трёхкратный чемпион Игр Юго-Восточной Азии[99].
- Секержитский, Егор Александрович (25) — российский военнослужащий, командир мотострелковой роты воинской части Западного военного округа, старший лейтенант, участник российско-украинской войны, Герой Российской Федерации (2022, посмертно); погиб в бою[100].
- Скакун, Галина Фёдоровна (78) — советский передовик сельского хозяйства, доярка, Герой Социалистического Труда (1988)[101].
- Соболев, Николай Владимирович (86) — советский и российский петролог, директор Института минералогии и петрографии СО РАН (1990—2006), академик РАН (1991; академик АН СССР с 1990)[102].
- Тарасенко, Георгий Александрович (25) — украинский активист, лидер и командир добровольного формирования «Фрайкор», участник российско-украинской войны, Герой Украины (2022, посмертно); погиб в бою[103].
- Хокинс, Тейлор (50) — американский музыкант, барабанщик рок-группы Foo Fighters[104].
- Холстед, Дирк[англ.] (85) — американский фотожурналист[105].
- Чаппл, Джон (90) — британский военачальник, фельдмаршал (1992)[106].

## 24 марта

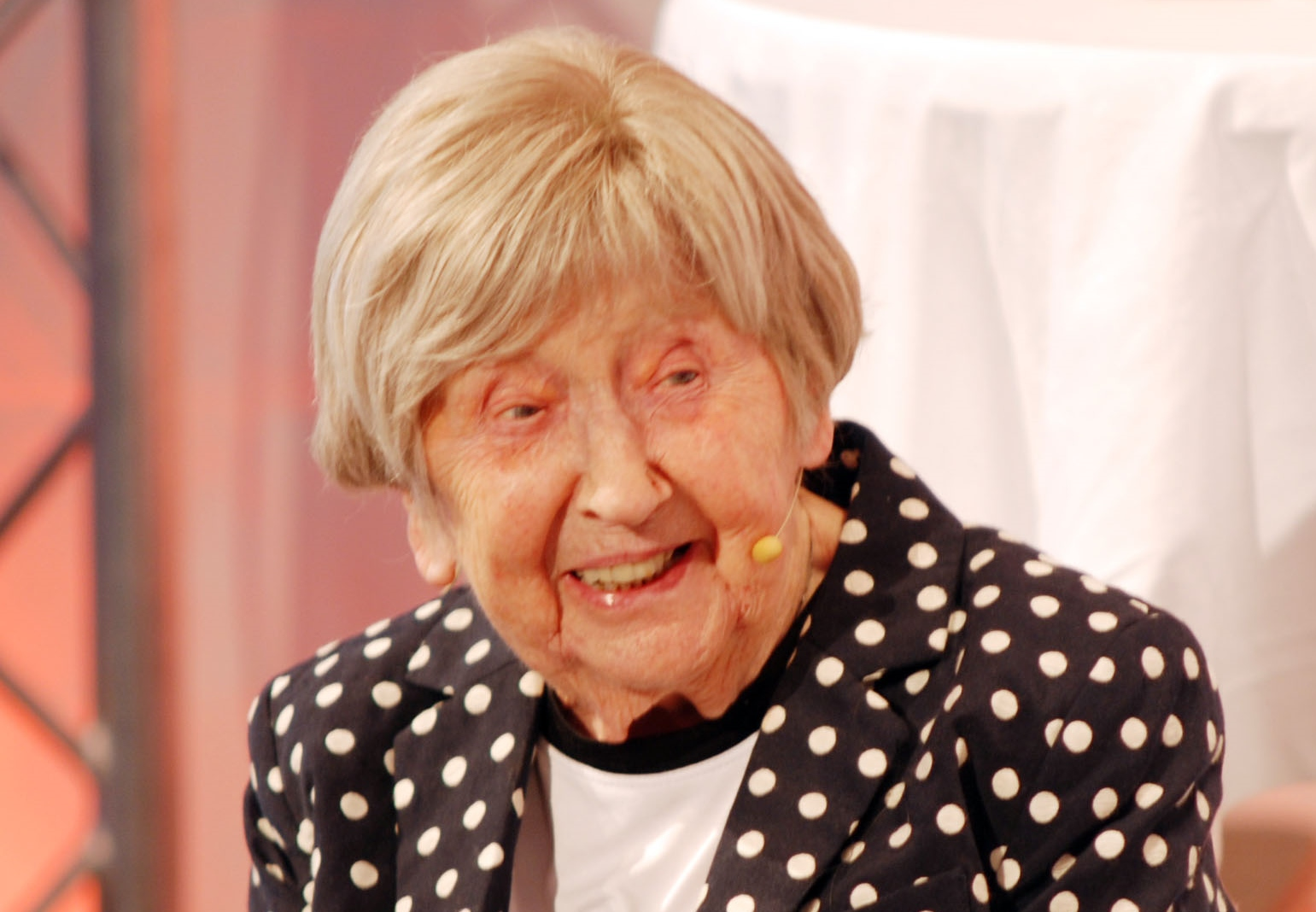
Дагни Карлссон

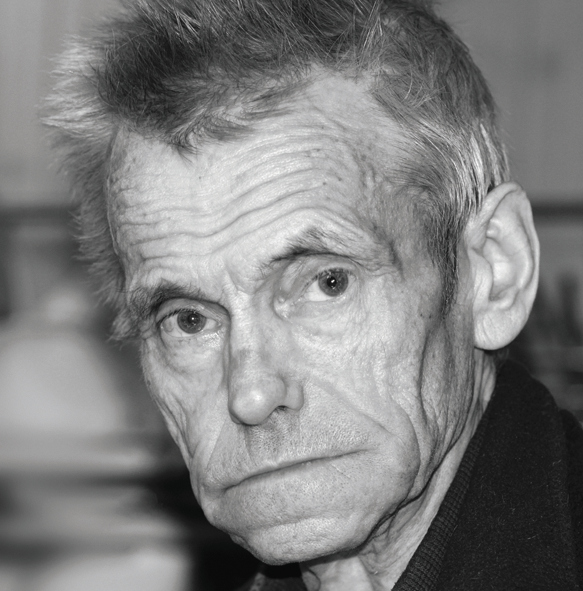
Лев Михайлов

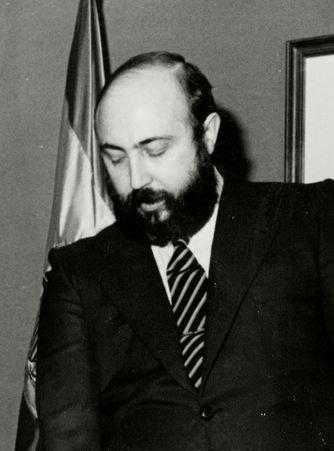
Луис Рольдан Ибаньес

- Баптист, Кирк[англ.] (59) — американский спринтер, серебряный призёр Олимпийских игр (1984)[107].
- Гарбуз, Александр Русланович (19) — украинский военнослужащий, участник российско-украинской войны, Герой Украины (2022, посмертно); погиб в плену (о смерти стало известно в этот день)[108].
- Дьяконов, Эдуард Станиславович (20) — российский военнослужащий, рядовой радист-разведчик 57-й отдельной роты специального назначения 8-й общевойсковой армии, участник российско-украинской войны, Герой Российской Федерации (2022, посмертно); погиб в бою[109].
- Калмыков, Вадим Валериевич (83) — российский учёный, доктор технических наук, профессор, лауреат Государственной премии СССР (тело обнаружено в этот день)[110].
- Карлссон, Дагни (109) — шведская долгожительница[111].
- Кастельжо, Поль де (91) — французский математик и физик, автор алгоритма де Кастельжо[112].
- Концов, Максим Андреевич (33) — российский военный, участник российско-украинской войны, лейтенант Росгвардии, Герой Российской Федерации (2022, посмертно); погиб в бою[113].
- Михайлов, Лев Дмитриевич (92) — советский и российский скульптор, заслуженный художник Российской Федерации (1999), почётный член РАХ (2014)[114].
- Михайлов, Максим Игоревич (28) — российский военнослужащий, командир танковой роты, старший лейтенант, участник российско-украинской войны, Герой Российской Федерации (2022, посмертно); погиб в бою[115].
- Олег (Артёмов) (65) — протоиерей Русской православной церкви, морской офицер, военный священник, В качестве корабельного священника дважды участвовал в кругосветном плавании; погиб при артиллерийском обстреле со стороны ВСУ[116].
- Питт, Джон Ингрэм (85) — австралийский миколог[117].
- Рольдан Ибаньес, Луис (78) — испанский государственный деятель, глава Гражданской гвардии Испании (1986—1993)[118].
- Секуини, Ваэле Пайаауа Иона[англ.] (58) — самоанский политический деятель, депутат парламента Самоа (с 2021), министр сельского хозяйства[119].
- Стайн, Гил[англ.] (94) — американский спортивный функционер, президент НХЛ (1992—1993)[120].
- Слисарчук, Артём Александрович (31) — украинский военнослужащий, старший лейтенант, участник российско-украинской войны, Герой Украины (2022, посмертно); погиб в бою[121][95].
- Чаусова, Татьяна Михайловна (72) — российская органистка и музыкальный педагог, профессор кафедры органа и клавесина СПбГК, заслуженная артистка Российской Федерации (2002)[122].
- Чэнь Чэнда (92) — китайский футболист, игравший в национальной сборной, и тренер[123].
- Эндрюс, Джон (88) — австралийский архитектор[124].
- Яган, Иван Павлович (87) — советский и российский писатель, заслуженный работник культуры РСФСР (1984)[125].

## 23 марта

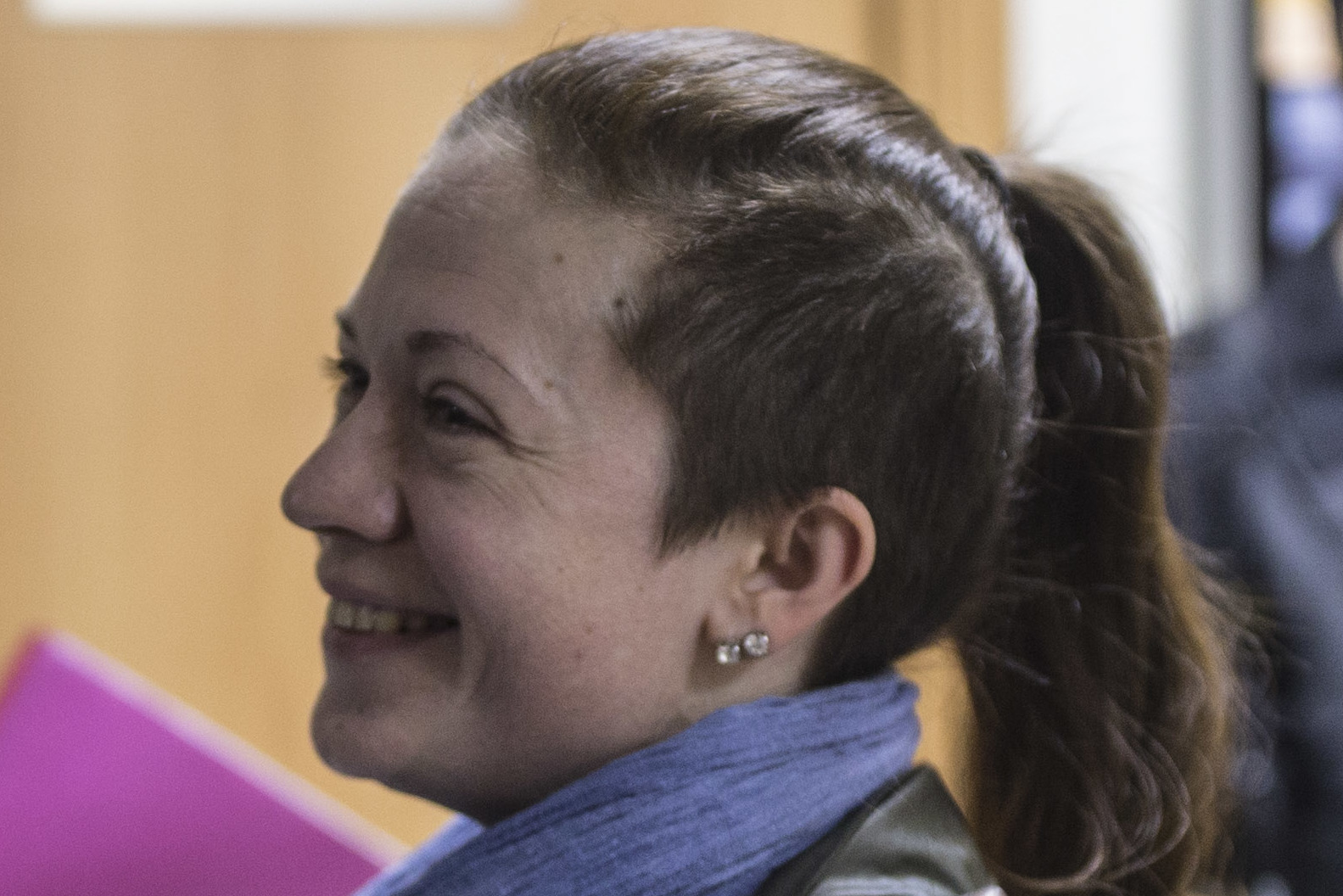
Оксана Баулина

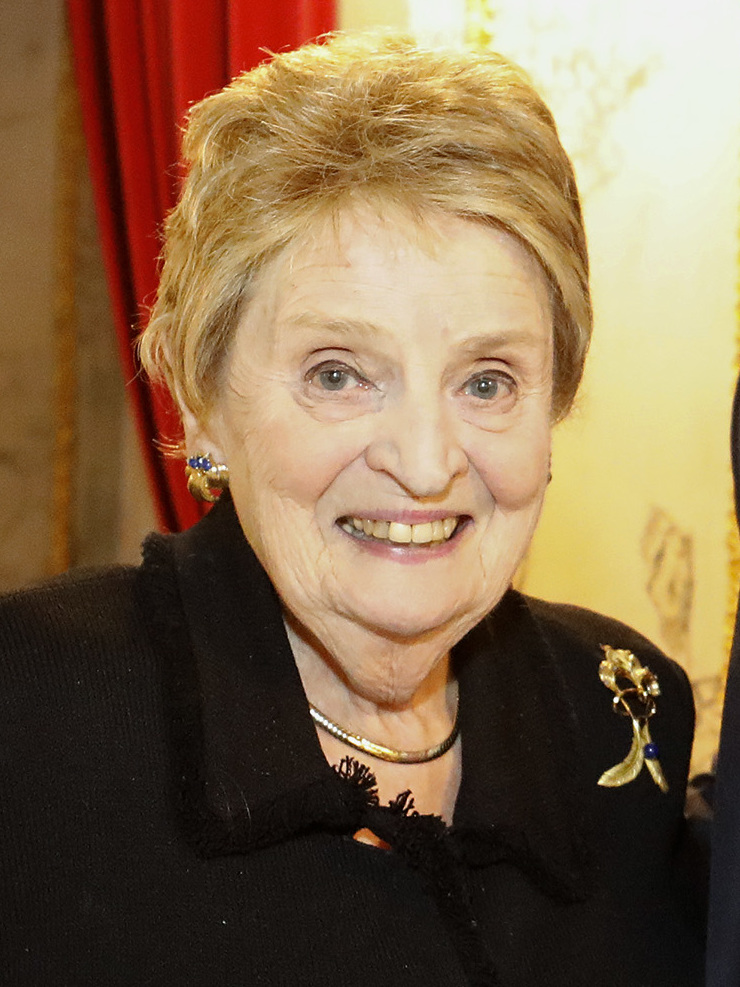
Мадлен Олбрайт

- Алексис, Рэйвен (35) — американская порноактриса[126].
- Баулина, Оксана Викторовна (42) — российская журналистка, корреспондент издания The Insider, главный редактор Фонда борьбы с коррупцией (2016—?); погибла под обстрелом[127].
- Борисов, Спартак Степанович (85) — советский и российский хозяйственный и политический деятель, вице-президент Якутии (1998—2002)[128].
- Гудрун Хельгадоттир (86) — исландская писательница и политик, депутат альтинга (1979—1995, 1999)[129].
- Дарракотт, Терри (71) — английский футболист («Эвертон») и футбольный функционер[130].
- Дорфман, Борис Менделевич (98) — еврейский публицист и журналист[131].
- Игнатьева, Зинаида Алексеевна (84) — советская и российская пианистка и музыкальный педагог, профессор кафедры специального фортепиано Московской консерватории (2007), народная артистка Российской Федерации (2004)[132].
- Калимуллин, Айрат Дамирович (60) — российский мастер боевых искусств, чемпион мира по джиу-джитсу среди ветеранов (2013)[133].
- Керр, Рассел[англ.] (92) — новозеландский танцовщик, хореограф и продюсер, лауреат премии Icon Award от Фонда искусств Новой Зеландии[134].
- Лахоти, Рамеш Чандра[англ.] (81) — индийский юрист, главный судья Индии (2004—2005)[135].
- Олбрайт, Мадлен (84) — американский политик, государственный секретарь США (1997—2001)[136].
- Пищ, Эдмунд Михал[пол.] (92) — польский католический прелат, епископ (1988—1992) и архиепископ (1992—2006) Вармии[137].
- Риггс, Артур[англ.] (82) — американский генетик, член Национальной академии наук США (2006)[138].
- Фицпатрик, Дермот[англ.] (81) — ирландский политический деятель, сенатор (1997—2002)[139].
- Ходжес, Канистер (83) — американский политик, сенатор от штата Арканзас (1977—1979)[140].
- Цвойдзиньский, Анджей[пол.] (94) — польский композитор, дирижёр и музыкальный педагог[141].
- Шевченко, Юрий Валентинович[укр.] (68) — советский и украинский композитор, заслуженный деятель искусств Украины (1997)[142].

## 22 марта

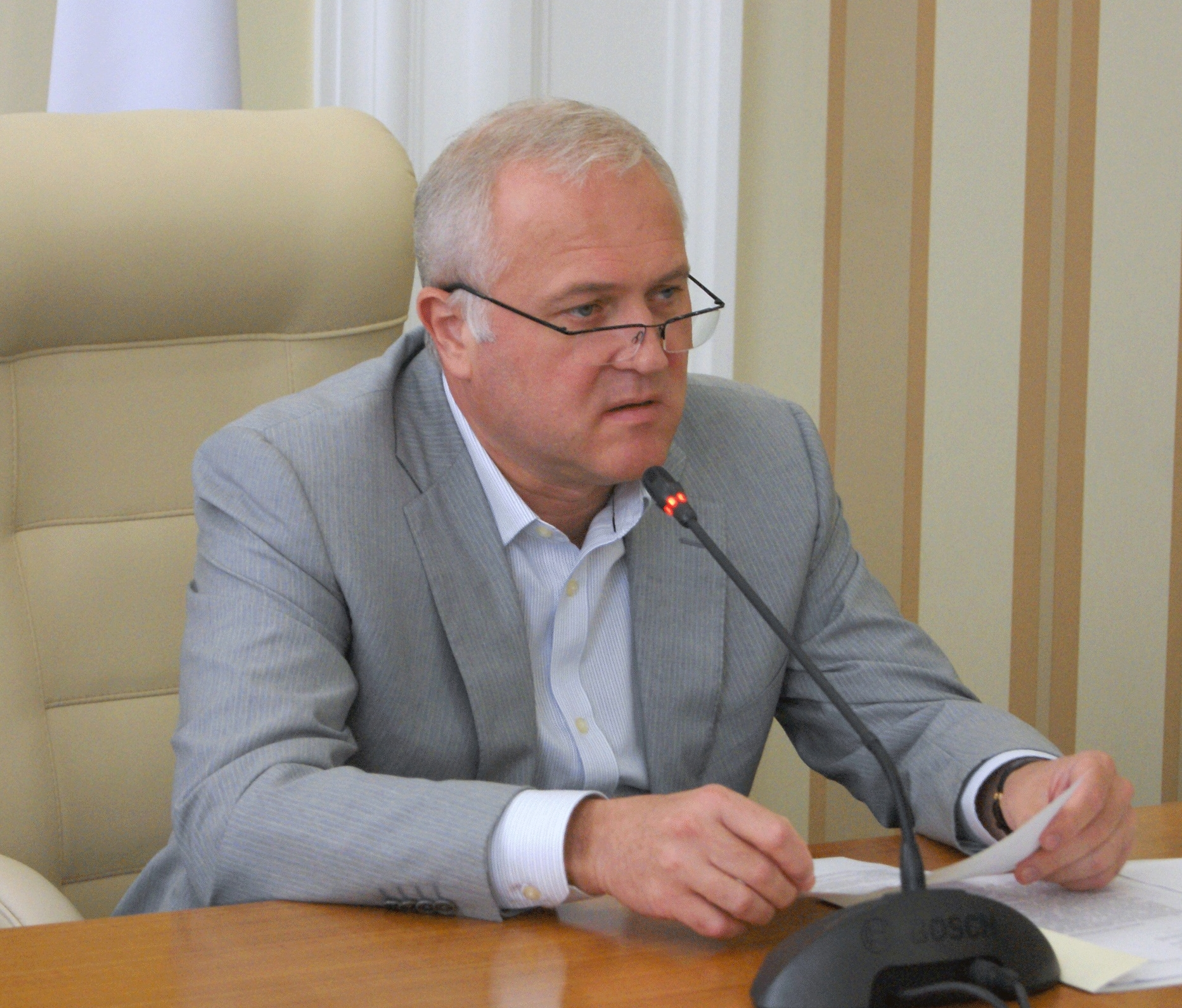
Сергей Донич

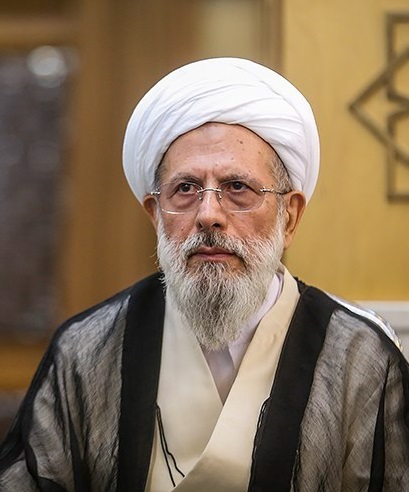
Мохаммад Рейшахри

- Винкельхёферова, Власта[чеш.] (90) — чехословацкая и чешская писательница, специалист по японской литературе, переводчица с японского, автор литературных произведений о Японии[143].
- Витезович, Милован[серб.] (77) — сербский писатель[144].
- Донич, Сергей Георгиевич (60) — первый заместитель председателя Верховного Совета Крыма (2011—2014), ректор КФУ имени В. И. Вернадского (2014—2017)[145].
- Ихтиярова, Марьям (82) — советская и узбекская актриса, народная артистка Узбекистана (1997)[146].
- Коротков, Юрий Александрович (86) — советский игрок в хоккей с мячом («СКА-Свердловск»), шестикратный чемпион СССР (1958—1960, 1962, 1966, 1968)[147].
- Пападиамандис, Пьер[фр.] (85) — французский пианист и композитор[148].
- Померанцев, Юрий Борисович (99) — советский и казахстанский актёр, народный артист Казахской ССР (1961), Герой Труда Казахстана (2018)[149].
- Рейшахри, Мохаммад (75) — иранский государственный и религиозный деятель, министр разведки и национальной безопасности (1984—1989)[150].
- Саидова, Хадижат Магомедовна (96) — советский и российский микропалеонтолог, доктор биологических наук, профессор, заслуженный деятель науки РСФСР (1974)[151].
- Томми Токио[норв.] (50) — норвежский рок-певец, гитарист и автор песен[152].
- Хоу, Элспет[англ.] (90) — британский политик, член Палаты лордов (2001—2020)[153].

## 21 марта

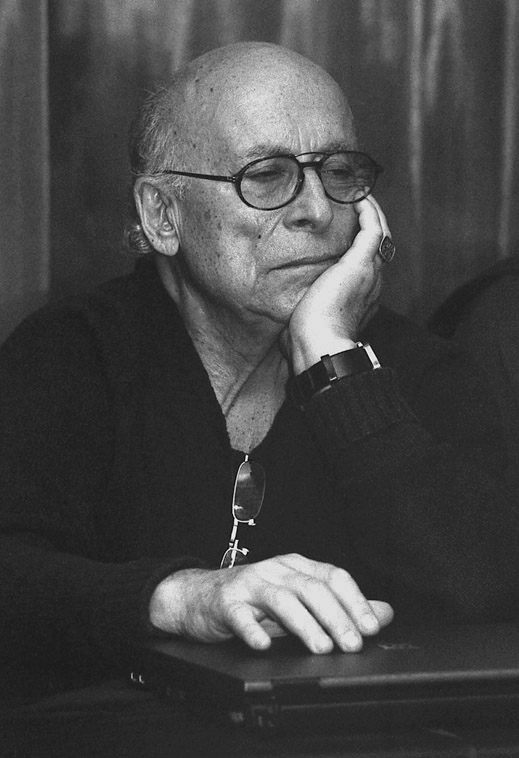
Юз Алешковский

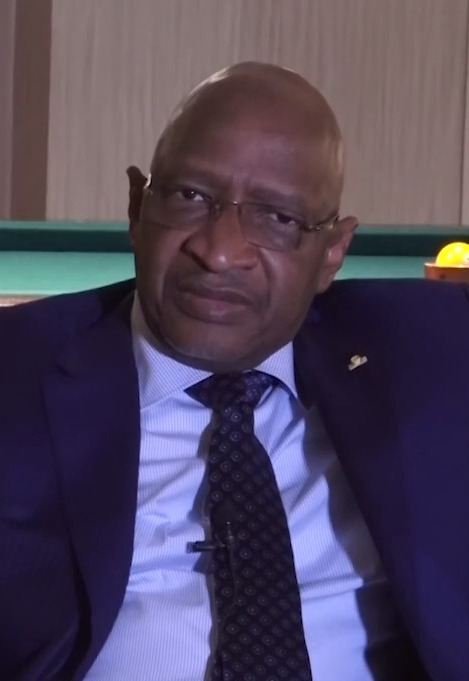
Сумейлу Бубэйе Майга

- Агеева, Нина Ипполитовна (89) — советский и российский живописец и график, заслуженный художник Российской Федерации (2004)[154].
- Алешковский, Юз (92) — русский прозаик, поэт и сценарист, автор-исполнитель песен[155].
- Жуйков, Евгений Леонидович (69) — российский поэт, прозаик, журналист, редактор, педагог, заслуженный работник культуры РФ[156].
- Земзем, Февзи (80) — турецкий футболист, игравший в национальной сборной, и футбольный тренер[157].
- Квятковский, Анатолий Иванович (69) — советский и белорусский тренер по академической гребле[158].
- Кешишев, Константин Одиссеевич (76) — советский и российский физик, член-корреспондент РАН (1997), лауреат Ленинской премии (1986); самоубийство[159].
- Майга, Сумейлу Бубэйе (67) — премьер-министр Мали (2017—2019)[160].
- Мельников, Виталий Вячеславович (93) — советский и российский киносценарист и кинорежиссёр, народный артист РСФСР (1987)[161].
- Осянин, Николай Викторович (80) — советский футболист[162].
- Пёрвис, Джон[англ.] (83) — британский политический деятель, депутат Европейского парламента (1979—1984, 1999—2009)[163].
- Сулери Гудьир, Сара[англ.] (68) — американская писательница[164].
- Удод, Сергей Владимирович (61) — советский и российский хоккеист (хоккей с мячом)[165].
- Шольц, Эва-Ингеборг[нем.] (94) — немецкая киноактриса[166].
- Торшин, Владимир Владимирович (35) — украинский военнослужащий, подполковник, участник российско-украинской войны, Герой Украины (2023, посмертно); погиб при авиаударе.
- Ходаковский, Вячеслав Анатольевич (40) — украинский военный лётчик, майор, участник российско-украинской войны, Герой Украины (2023, посмертно); погиб в воздушном бою.

## 20 марта

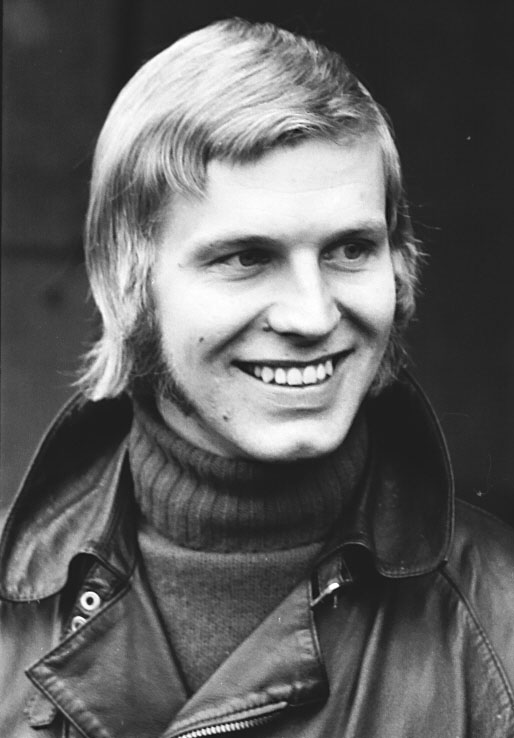
Рейне Виселль

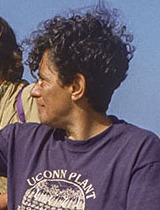
Адриана Гофман

- Ведерникова, Галина Ивановна (81) — советский и российский музеевед, генеральный директор объединения «Музей Москвы» (1993—2013)[167].
- Виселль, Рейне (80) — шведский автогонщик[168].
- Воронов, Михаил Романович (103) — ветеран Великой Отечественной войны[169].
- Вэнь Шэнчан[кит.] (100) — китайский физик-океанограф, член Китайской академии наук (1993)[170].
- Голдовская, Марина Евсеевна (80) — советский, российский и американский кинорежиссёр-документалист, заслуженный деятель искусств РСФСР (1987), лауреат Государственной премии СССР (1989)[171].
- Гофман, Адриана (82) — чилийский эколог, ботаник и писатель, министр окружающей среды (2000, 2001)[172].
- Гуляев, Валерий Иванович (84) — советский и российский археолог и историк, доктор исторических наук (1978), сотрудник Института археологии РАН[173].
- Капкан, Владимир Иванович (66) — российский дирижёр, художественный руководитель оркестров «Тагильские гармоники» и «Демидов-камерата», заслуженный работник культуры Российской Федерации[174].
- Круш, Гаштан[порт.] (80) — португальский поэт[175].
- Майборода, Леонид Александрович (84) — советский и российский учёный в области систем управления ракет и космических аппаратов, доктор технических наук (1972), профессор (1977)[176].
- Мурзалиев, Арстанбек Мурзалиевич (90) — советский и киргизский невролог, академик АН Киргизской ССР / НАН Киргизии (1984)[177].
- Оланья, Джейкоб[англ.] (56) — угандийский политический деятель, спикер парламента Уганды[178].
- Ольмезов, Константин Иванович (26) — украинский математик и поэт; самоубийство[179].
- Райч, Ральф[англ.] (86) — британский актёр[180].
- Урываев, Владимир Анатольевич (68) — российский медицинский психолог, главный редактор журнала «Медицинская психология в России»[181].
- Бувалкин, Владислав Витальевич (42) — украинский военнослужащий, мастер-сержант, участник российско-украинской войны. Герой Украины (2022, посмертно); погиб в бою.
- Макаренко, Александр Александрович (28) — украинский военнослужащий, мастер-сержант, участник российско-украинской войны. Герой Украины (2022, посмертно); погиб в бою.

## 19 марта

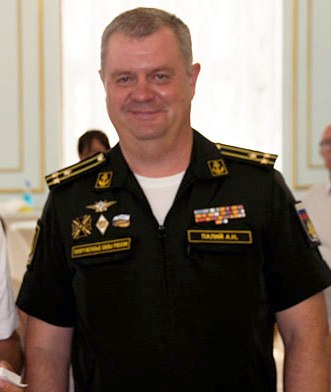
Андрей Палий

Инга Шомракова

- Аси Феррейра, Жоэл[англ.] (77) — португальский политик, депутат Европейского парламента (2004—2009)[182].
- Васильев, Дмитрий Николаевич (43) — украинский военнослужащий, подполковник, участник российско-украинской войны, Герой Украины (2022, посмертно) (погиб в бою)[183][184].
- Грицаенко, Виталий Николаевич (31) — украинский военнослужащий, старший лейтенант, участник российско-украинской войны, Герой Украины (2022, посмертно) (погиб в бою)[185][95].
- Зембаля, Мариан[пол.] (72) — польский кардиохирург, министр здравоохранения (2015), депутат Сейма (2015—2019)[186].
- Килис, Робертс (54) — латвийский социальный антрополог и политик, министр образования и науки Латвии (2011—2013)[187].
- Кресвелл, Лайелл[англ.] (77) — новозеландский композитор[188].
- Мартин Арамбуру, Федерико[англ.] (42) — аргентинский регбист, игравший в национальной сборной; убит[189].
- Никонов, Николай Артурович (36) — украинский военнослужащий, капитан 2 ранга, участник российско-украинской войны, Герой Украины (2022, посмертно); погиб в бою (о смерти стало известно в этот день)[190].
- Палий, Андрей Николаевич (51) — российский военачальник, участник российско-украинской войны, капитан первого ранга, заместитель командующего Черноморским флотом РФ; погиб[191]
- Симонович-Никшич, Леонид Донатович (75) — российский общественный деятель и журналист, глава Союза православных хоругвеносцев (СПХ) (с 1992), председатель Союза православных братств (2000—2007)[192].
- Симс, Дейв[англ.] (52) — английский регбист, игравший в национальной сборной[193].
- Токарский, Витольд[пол.] (91) — польский актёр[194].
- Хашем, Дилара[англ.] (85) — бангладешская писательница-новеллистка[195].
- Чуприн, Михаил Русланович (31) — старший лейтенант Национальной гвардии Украины, участник российско-украинской войны, Герой Украины (2022, посмертно); погиб в бою[196]
- Шахабуддин Ахмед (92) — президент Бангладеш (1990—1991, 1996—2001)[197].
- Шомракова, Инга Александровна (89) — советский и российский библиографовед и книговед, доктор филологических наук (1986), профессор СПбГИКа[198].
- Юровский, Михаил Владимирович (76) — советский и немецкий дирижёр[199].

## 18 марта

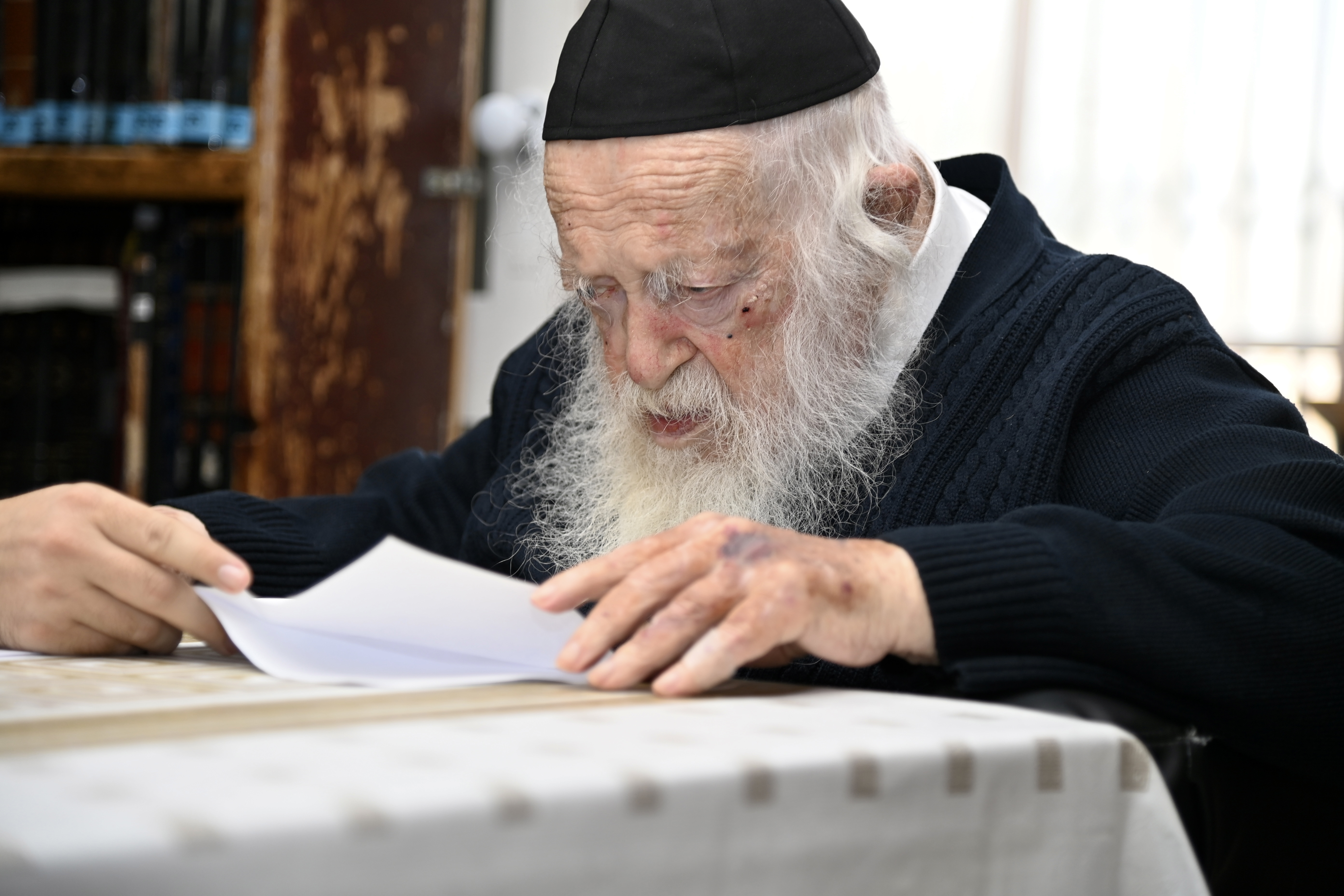
Хаим Каневский

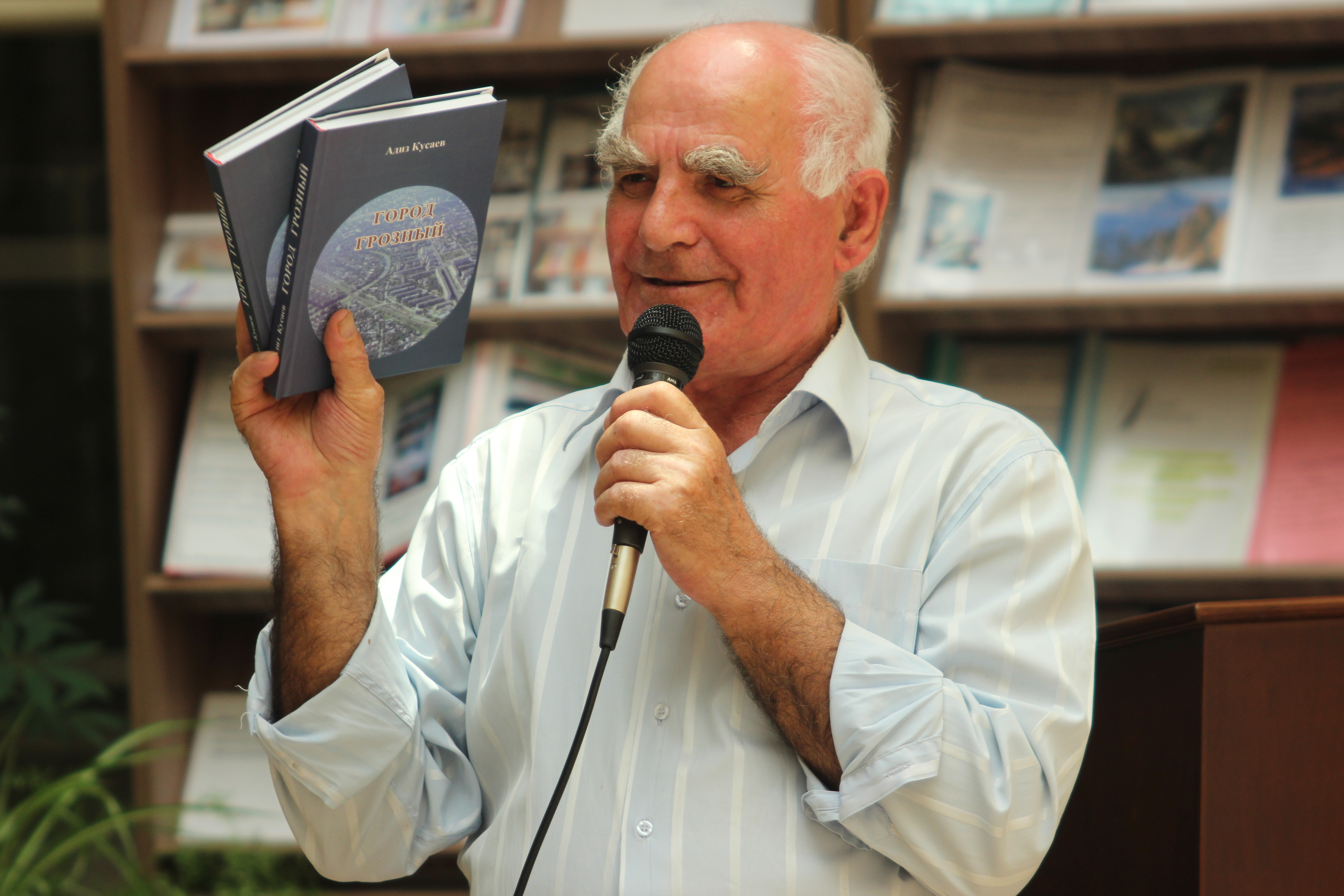
Адиз Кусаев

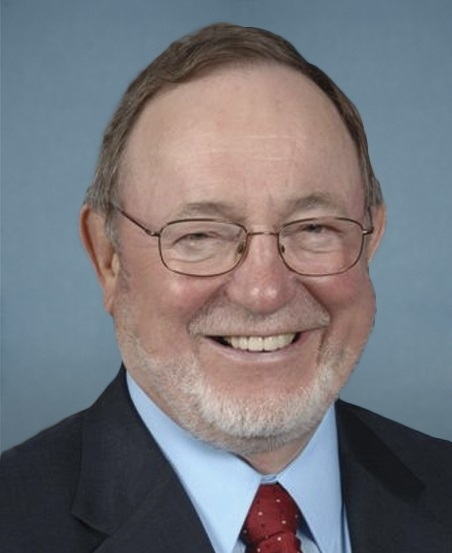
Дон Янг

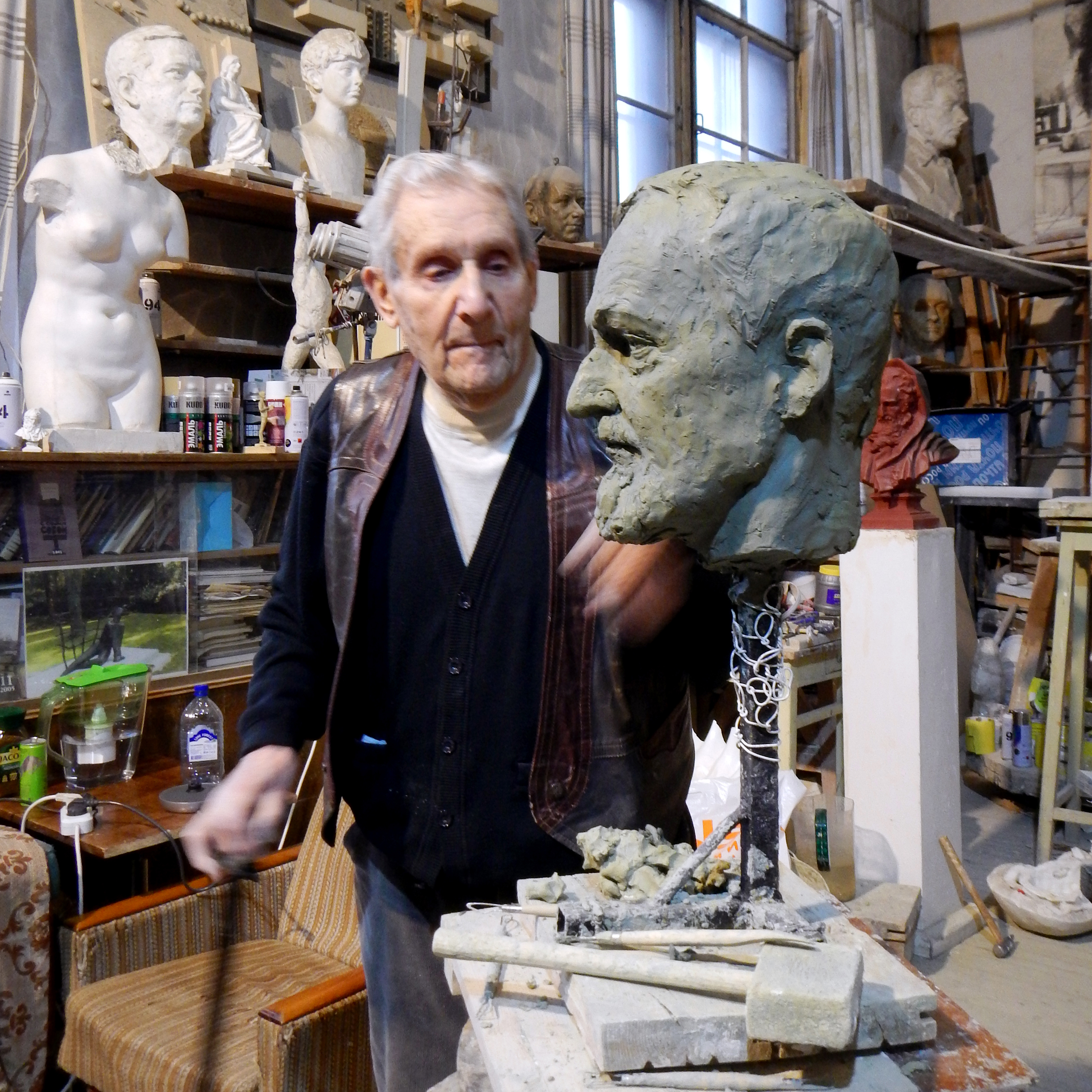
Григорий Ястребенецкий

- Бахарев, Алексей Александрович (45) — российский и украинский футболист[200].
- Дирнбергер, Альфонс (80) — австрийский футболист, игравший в национальной сборной[201].
- Каневский, Хаим (94) — израильский раввин[202].
- Кусаев, Адиз Джабраилович (84) — чеченский поэт, писатель, журналист[203].
- Локхед, Энди (81) — шотландский футболист, игравший в национальной сборной[204].
- Марти, Бернабе[исп.] (93) — испанский оперный певец (тенор), вдовец Монсеррат Кабалье[205].
- Романченко, Борис Тимофеевич (96) — украинский общественный деятель, узник четырёх нацистских концлагерей; погиб при обстреле Харькова[206].
- Самофалов, Валерий Михайлович (22) — матрос 137-го отдельного батальона морской пехоты, военно-морских сил Вооружённых сил Украины, участник российско-украинской войны, Герой Украины (2022); погиб при ракетном обстреле[207].
- Солуянов, Андрей Владимирович (62) — российский политический деятель, депутат Государственной думы (1995—1999)[208].
- Шипицин, Олег Александрович (47) — российский военный, старший матрос ВМФ РФ, участник российско-украинской войны, Герой России (2022, посмертно); погиб в бою[209].
- Янг, Дон (88) — американский политический деятель, член Палаты представителей (c 1973)[210].
- Ястребенецкий, Григорий Данилович (98) — советский и российский скульптор, народный художник РСФСР (1984), академик РАХ (2006)[211].
- Goonew (24) — американский рэпер; убит[212].

## 17 марта

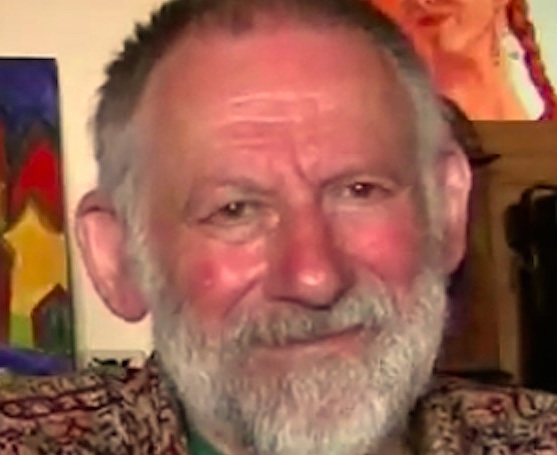
Кристофер Александер

- Александер, Кристофер (85) — англо-американский архитектор и дизайнер[213].
- Боулз, Питер[англ.] (85) — британский киноактёр[214].
- Вечкасов, Юрий Иванович (73) — российский политический деятель, член Совета Федерации (1996—2001)[215].
- Дацишин, Артём Викторович[укр.] (43) — украинский артист балета, танцовщик Национальной оперы Украины, лауреат международных конкурсов Сергея Лифаря (1996) и Рудольфа Нуриева (1998); умер от ран, полученных при обстреле Киева[216][217].
- Демайи, Жан-Пьер (64) — французский математик, член Французской академии наук (1994)[218].
- Джевецкий, Пётр[пол.] (71) — польский футболист, игравший в национальной сборной[219].
- Евстигнеев, Павел Геннадьевич (48) — советский, российский хоккеист[220].
- Курцвейль, Ярослав (95) — чехословацкий и чешский математик, соавтор интеграла Курцвейля — Хенстока[221].
- Назарова, Наталья Ивановна (72) — советская актриса театра и кино, заслуженная артистка РСФСР (1988)[222].
- Нэш, Энтони (85) — британский бобслеист, чемпион Олимпийских игр (1964), чемпион мира(1965)[223].
- Обединский, Евгений Александрович (38) — украинский ватерполист, многолетний капитан национальной сборной Украины по водному поло; Погиб в ходе обороны Мариуполя во время российского вооружённого вторжения на Украину[224].
- Палафокс Гутьеррес, Марта[исп.] (73) — мексиканский политик, депутат Парламента (1997—2000, 2003—2006), сенатор (2012—2018)[225].
- Пападимитриу, Эльза[англ.] (80) — греческий политический деятель, депутат Парламента (1993—2011)[226].
- Песковой, Максим Владимирович (26) — российский военнослужащий, старший лейтенант, участник российско-украинской войны, Герой Российской Федерации (2022, посмертно); погиб в бою[227].
- Першин, Владимир Викторович (71) — советский и российский учёный в области горных наук, доктор технических наук (1992), профессор КузГТУ (1994)[228].
- Прокуратов, Юрий Александрович[укр.] (79) — советский и украинский архитектор, лауреат Государственной премии Украины в области архитектуры (2007)[229].
- Сухарев, Сергей Владимирович (41) — российский военнослужащий, полковник, участник российско-украинской войны, Герой России (2022, посмертно); погиб в бою[230].
- Швец, Оксана Александровна (67) — советская и украинская актриса, заслуженная артистка Украины (1996); погибла в результате ракетного обстрела[231].
- Шмейдлер, Дэвид (82/83) — израильский математик и экономист[232].

## 16 марта

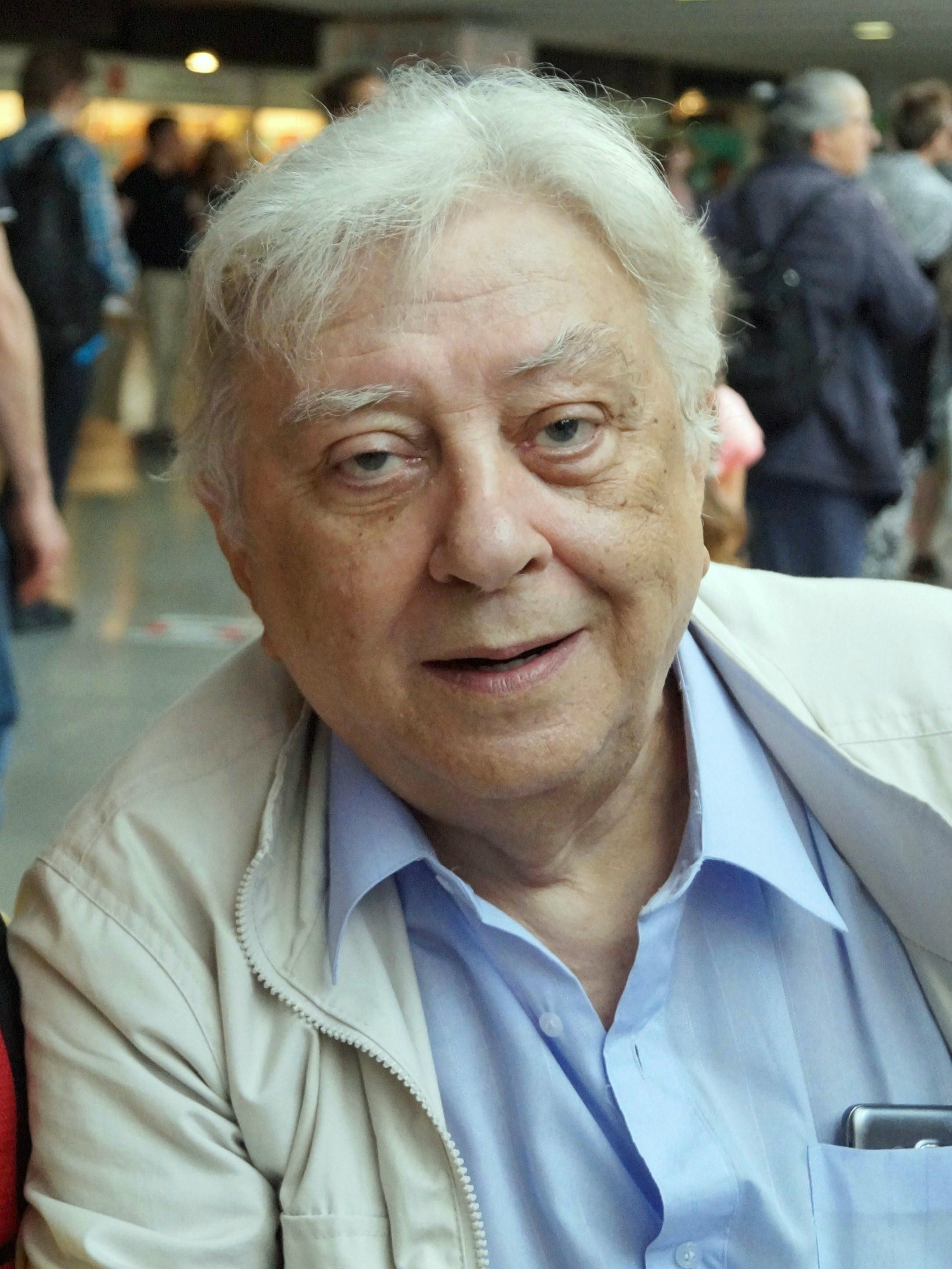
Влодзимеж Новак

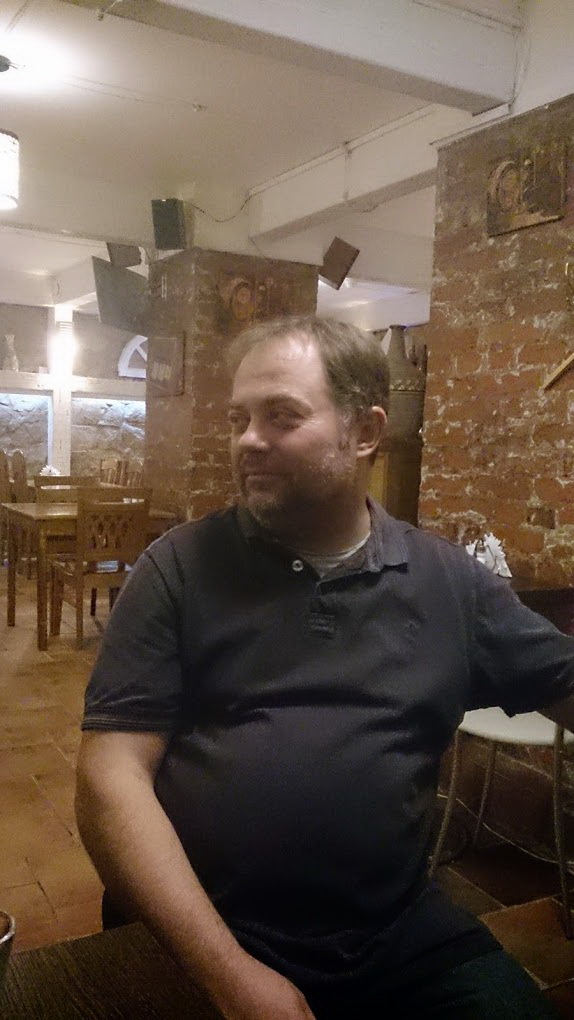
Евгений Сытый

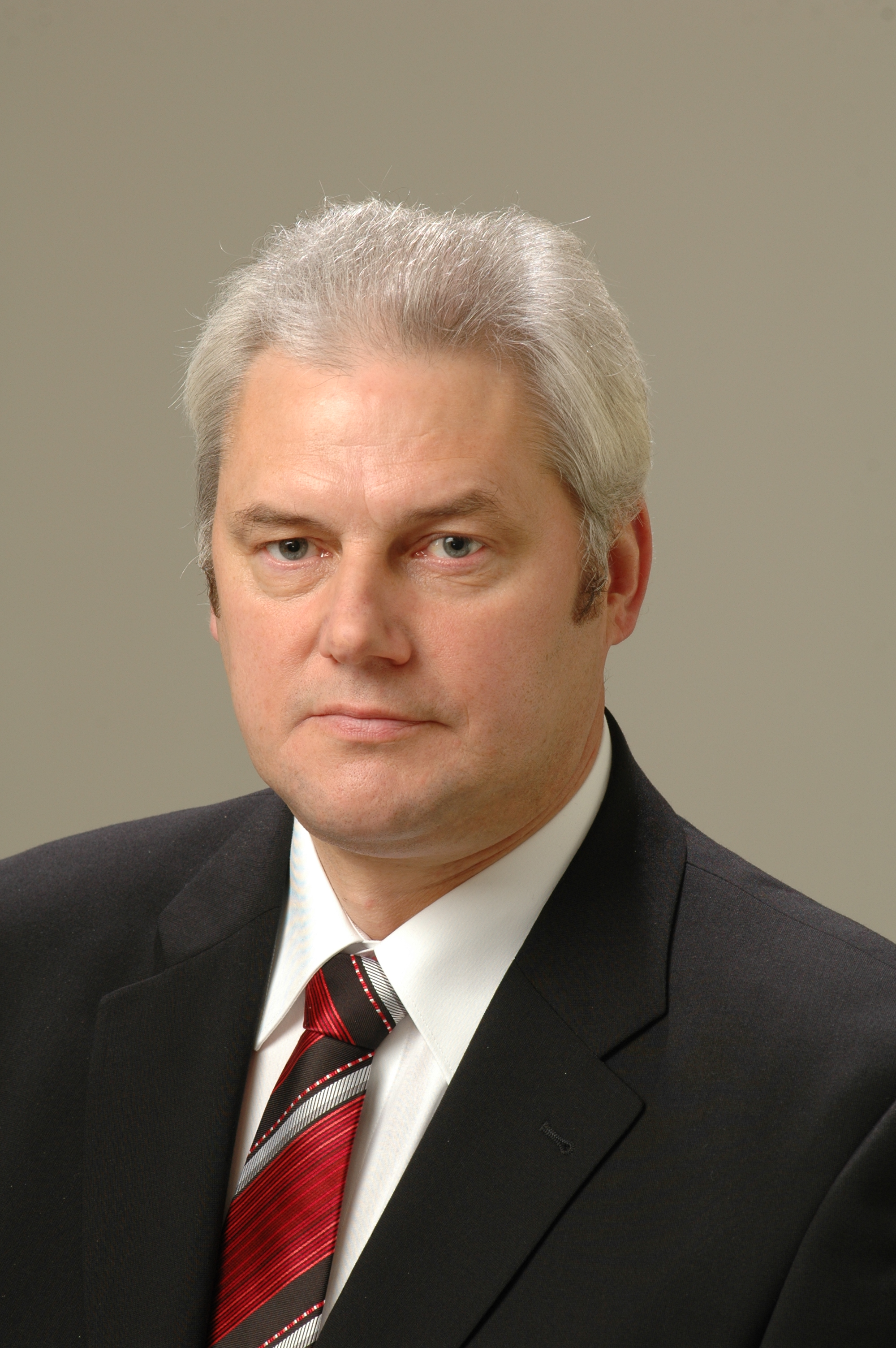
Дзинтарс Яунджеркас

- Безсалый, Александр Михайлович (75) — украинский певец, заслуженный артист Украины (2001)[233].
- Браун, Эгидиус[англ.] (97) — немецкий футбольный функционер, президент Немецкого футбольного союза (1992—2001)[234].
- Ваннари, Хелене[англ.] (73) — советская и эстонская актриса[235].
- Конышева, Натта Ивановна (86) — советский и российский живописец (о смерти стало известно в этот день)[236].
- Леунов, Александр Владимирович (34) — украинский военнослужащий, старший сержант, участник российско-украинской войны, Герой Украины (2023, посмертно); погиб в бою.
- Моррисон, Барбара[англ.] (72) — американская джазовая певица[237].
- Новак, Влодзимеж (80) — польский актёр[238].
- Сытый, Евгений Александрович (52) — российский актёр[239].
- Такахаси, Кунимицу (82) — японский авто- и мотогонщик[240].
- Фейзио, Вик[англ.] (79) — американский политик, член Палаты представителей (1979—1999)[241].
- Шкрбич, Слободан (77) — югославский футболист, игрок национальной сборной Югославии[242].
- Яунджейкарс, Дзинтарс (66) — латвийский государственный деятель, министр внутренних дел (2005—2006)[243].

## 15 марта

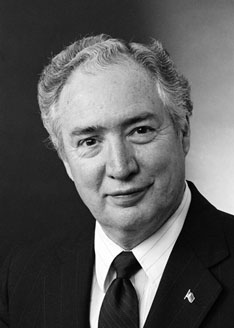
Лауро Кавасос

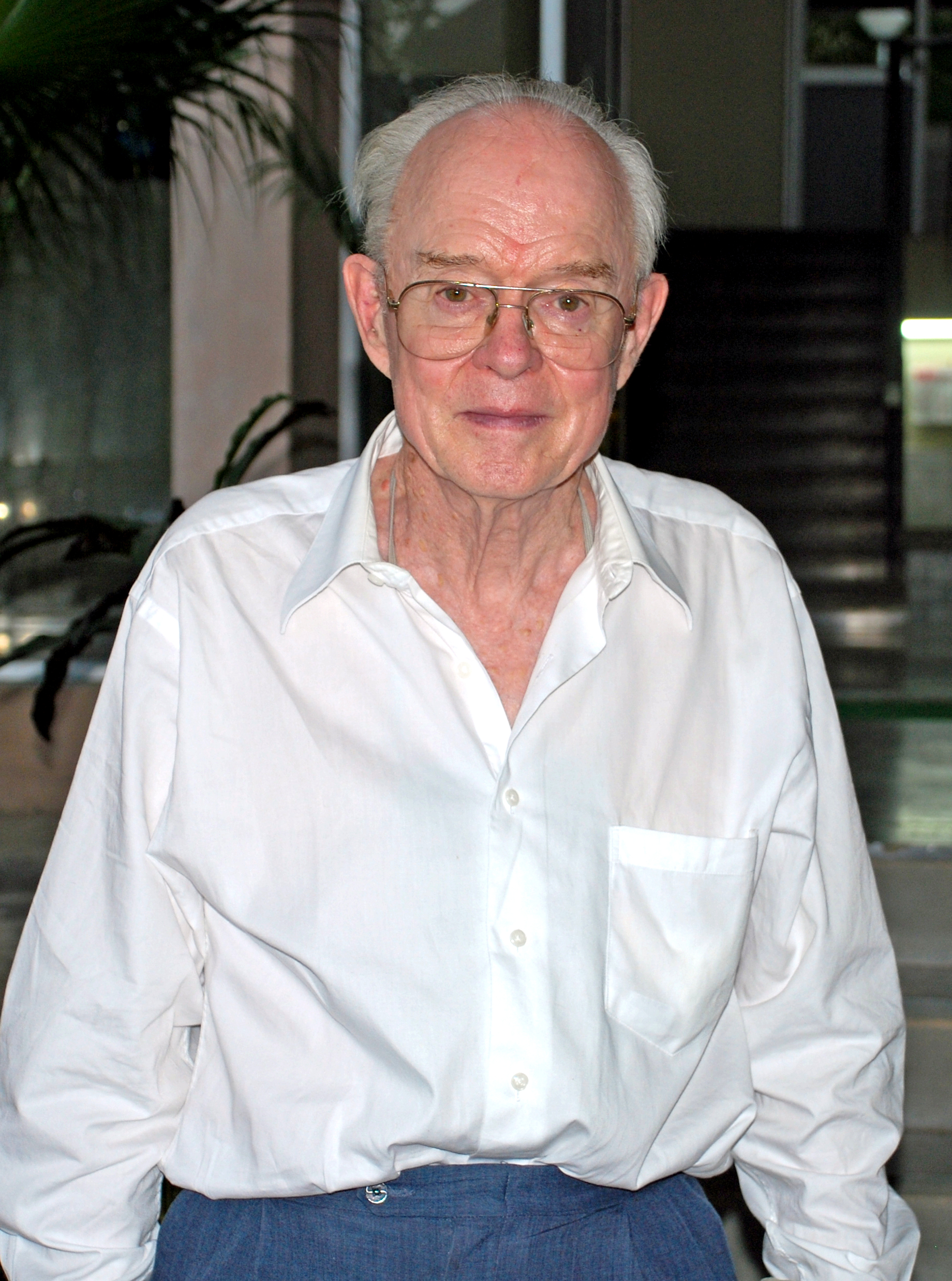
Юджин Паркер

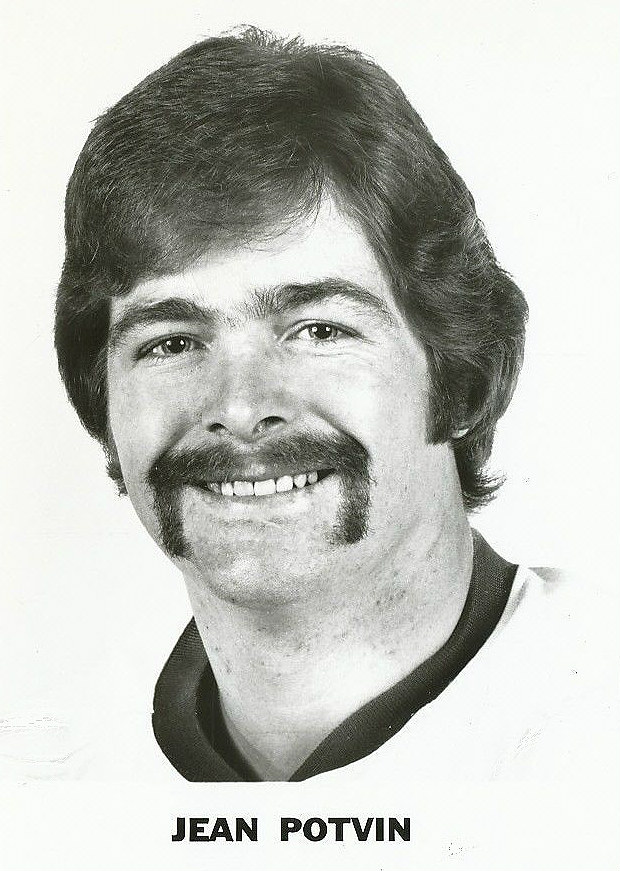
Жан Потвен

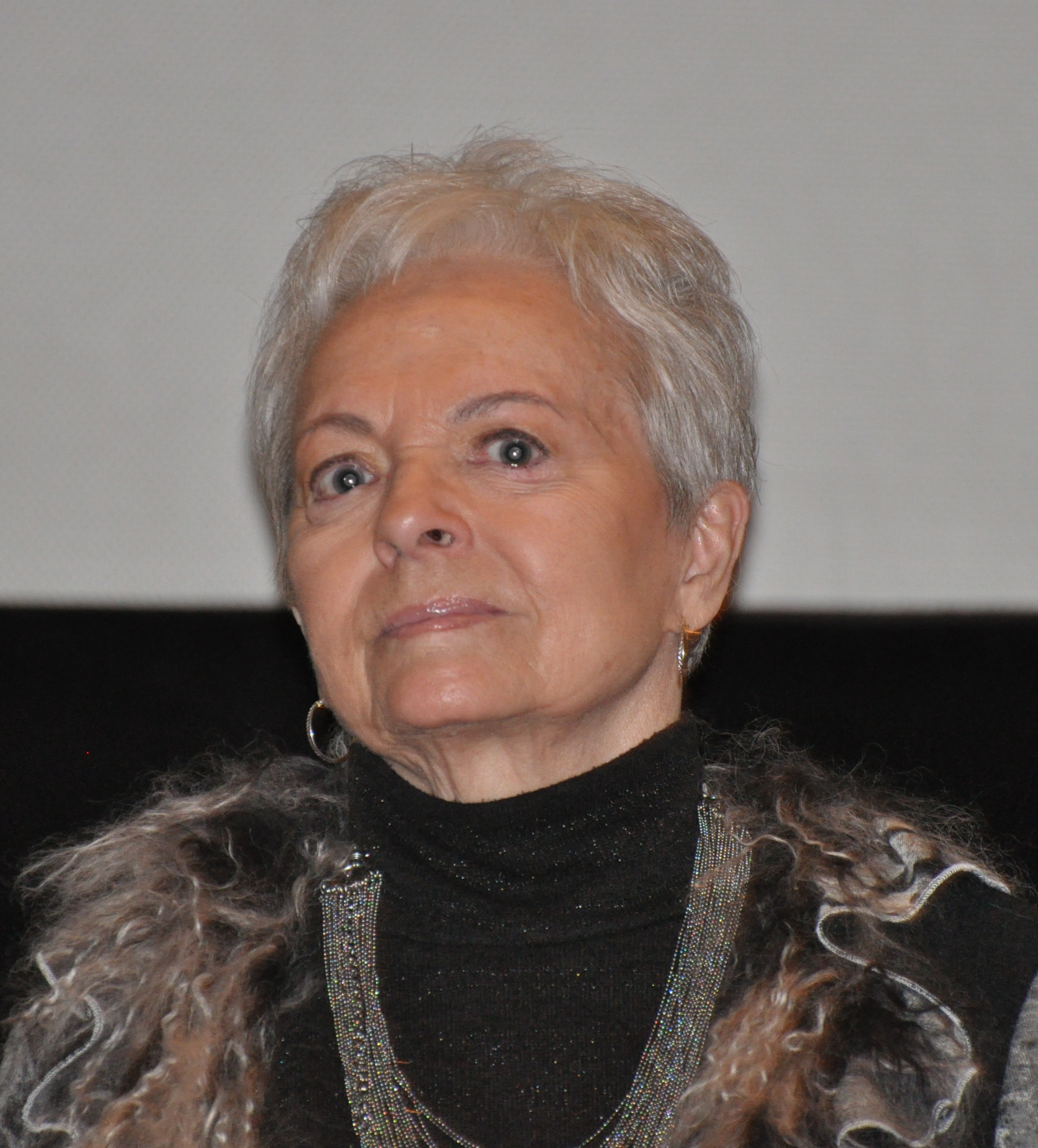
Аннели Саули

- Бюкман, Пит[англ.] (88) — нидерландский политик, министр обороны (1988), сельского хозяйства (1990—1994), депутат Парламента (1994—1998)[244].
- Воробьёв, Владимир Сергеевич (82) — советский и российский физик, доктор физико-математических наук (1979), профессор (1985)[245].
- Горгани, Мохаммад Алави[англ.] (82) — великий аятолла Ирана[246].
- Кавасос, Лауро (95) — американский государственный деятель, министр образования (1988—1990)[247].
- Карпович, Валентин Никонович (74) — советский и российский философ, профессор, доктор философских наук[248].
- Кептене, Андрей — молдавский политический деятель и дипломат, министр внешнеэкономических связей Республики Молдова (1992—1994), постоянный представитель Республики Молдова при ООН[249].
- Лэнгдон, Джоан[англ.] (99) — канадская пловчиха, участница Олимпийских игр (1936), бронзовый призёр Игр Содружества (1938)[250].
- Маркин, Валерий Васильевич (74) — советский и российский социолог, доктор социологических наук (1998), профессор[251][252].
- Муртузалиев, Арсланали Исмаилович (70) — советский и российский тренер по боксу, заслуженный тренер СССР (1989)[253].
- Новак, Нина[пол.] (98) — польская и венесуэльская балерина и хореограф[254].
- Паркер, Юджин Ньюмен (94) — американский астрофизик, член Национальной академии наук США (1967)[255].
- Потвен, Жан (72) — канадский хоккеист, двукратный обладатель Кубка Стэнли (1980, 1981) в составе «Нью-Йорк Айлендерс»[256].
- Саули, Аннели (89) — финская киноактриса[257].
- Тедтоева, Зинаида Хасанбековна[значимость?] (78) — советская и российская журналистка и педагог, профессор кафедры журналистики СОГУ[258].
- Юрга, Стефан[пол.] (75) — польский физик, ректор Университета имени Адама Мицкевича в Познани[259].
- Юсупова, Тути (86) — советская и узбекистанская актриса театра и кино, народная артистка Узбекистана (1993)[260].

## 14 марта

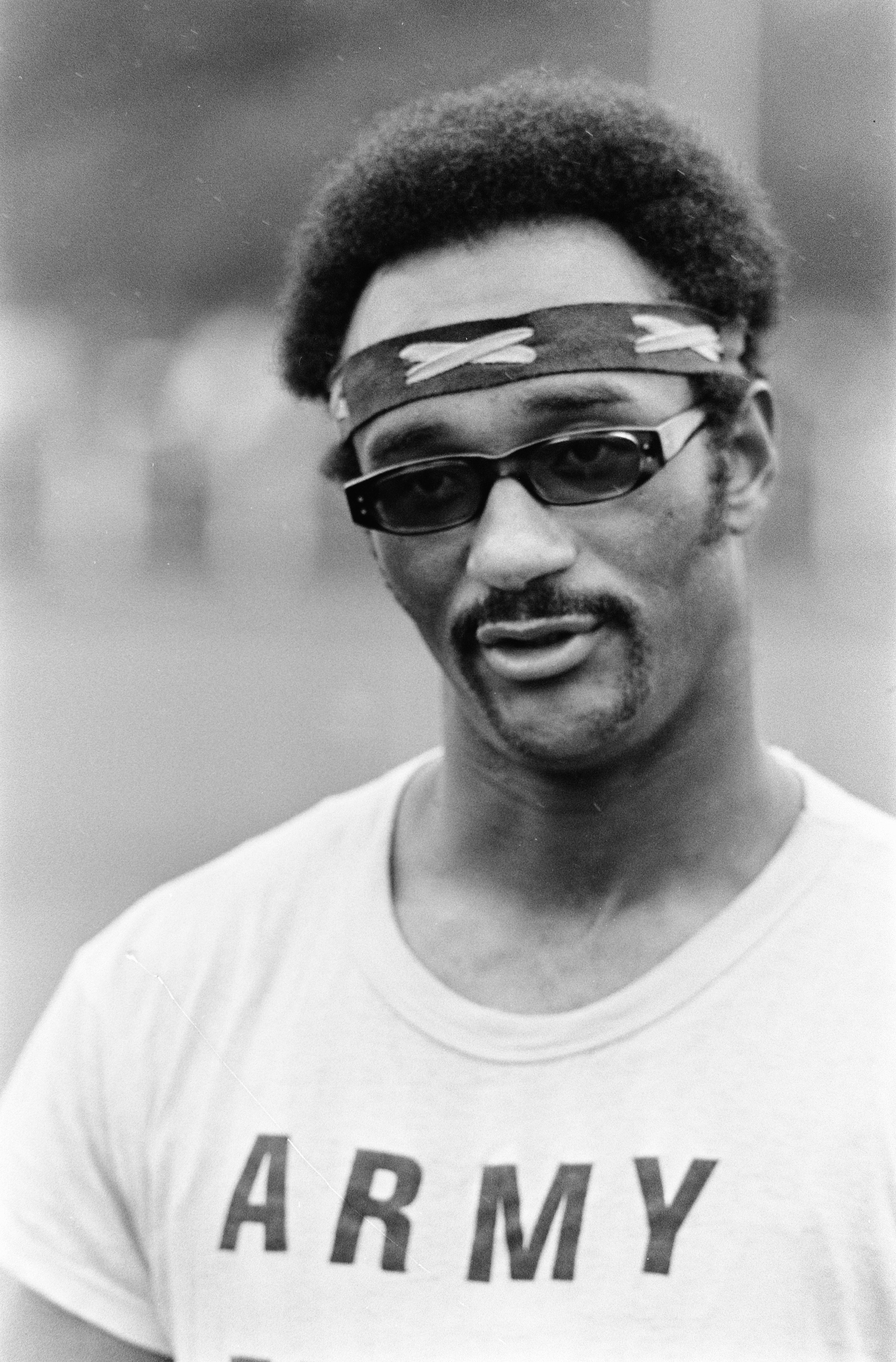
Чарльз Грин

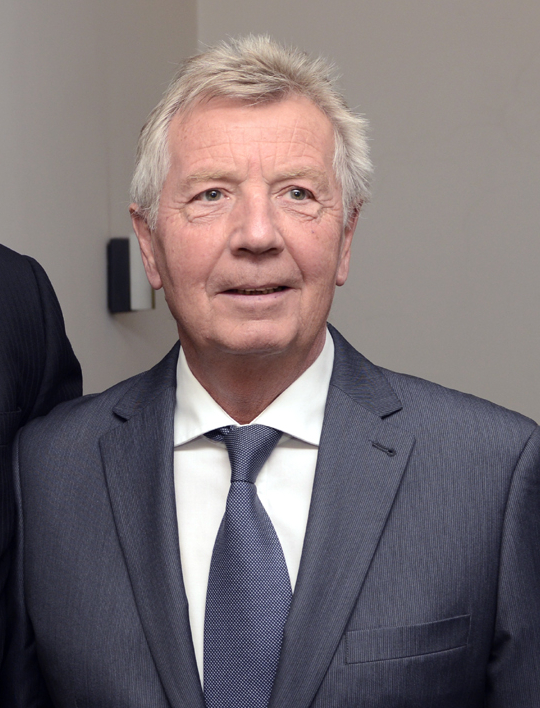
Любомир Роман

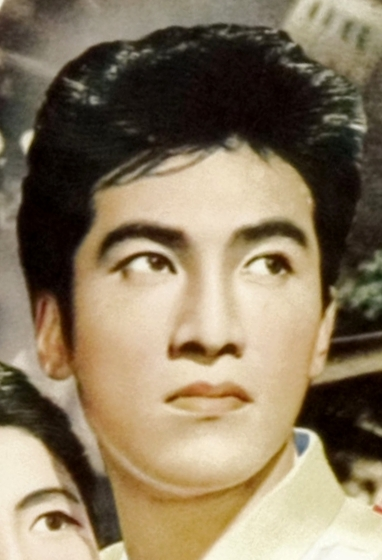
Акира Такарада

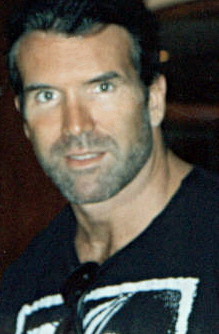
Скотт Холл

- Гилевич, Николай Семёнович (Микола Гиль) (85) — белорусский писатель и публицист[261].
- Грин, Чарльз (76) — американский спринтер, чемпион и бронзовый призёр Олимпийских игр (1968)[262].
- Кравченко, Николай Сергеевич (38) — украинский общественный и политический деятель, идеолог Азовского движения, один из основателей Харьковской областной общественной организации «Патриот Украины», участник к российско-украинской войны; убит в бою[263].
- Крымский, Салим Манусович (91) — советский и российский композитор[264].
- Лабунский, Александр Николаевич (39) — украинский военнослужащий, участник российско-украинской войны, Герой Украины (2022, посмертно); погиб в бою[265].
- Максишко, Денис Константинович (39) — украинский военнослужащий, старший лейтенант, участник российско-украинской войны, Герой Украины (2022, посмертно); погиб в бою[266][80].
- Роман, Любомир (78) — словацкий актёр и политик, министр культуры (1994)[267].
- Стельмах, Владимир Владимирович (27) — украинский военнослужащий, старший лейтенант, участник российско-украинской войны, Герой Украины (2023, посмертно); погиб в бою.
- Такарада, Акира (87) — японский актёр[268].
- У Цзуцян[кит.] (94) — китайский композитор[269].
- Уилхайт, Стивен (74) — американский компьютерный учёный, разработчик и создатель формата графических цифровых изображений GIF[270].
- Фёдоров, Станислав Васильевич (84) — советский и российский художник, заслуженный художник Российской Федерации (2007), почётный член РАХ (2013)[271][272].
- Шариф Али бин Аль-Хуссейн[англ.] (65) — иракский принц[273].
- Шодавлатов, Шодавлат (83) — советский и таджикистанский государственный и политический деятель, председатель Горно Бадахшанского облисполкома (1991—1993)[274].
- Холл, Скотт (63) — американский рестлер[275].

## 13 марта

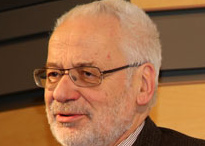
Эрхард Бузек

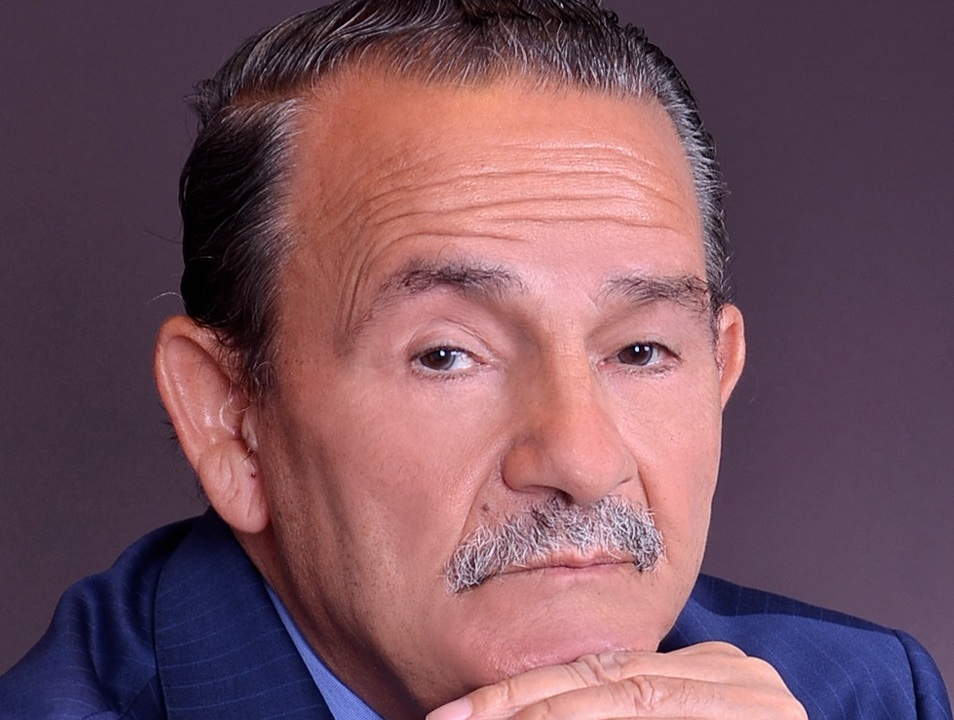
Аждар Исмайлов

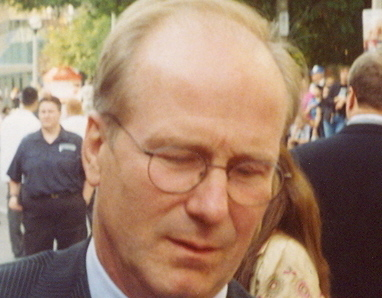
Уильям Хёрт

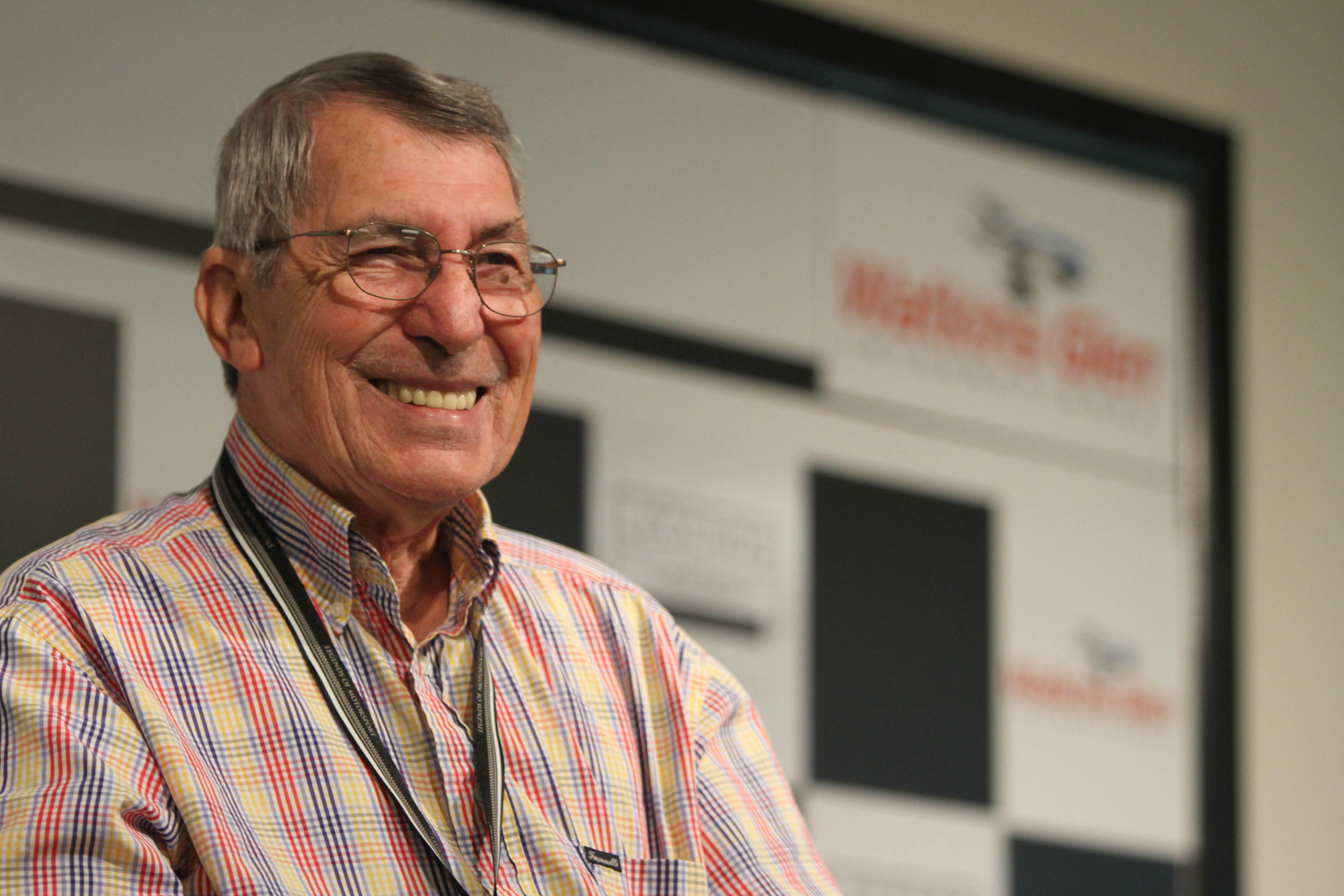
Вик Элфорд

- Балтакис, Альгимантас (92) — литовский поэт и переводчик[276][277].
- Бузек, Эрхард (80) — австрийский политик и государственный деятель, вице-канцлер Австрии и лидер Австрийской народной партии (1991—1995)[278].
- Завидия, Андрей Фёдорович (69) — российский политик, кандидат в вице президенты России на выборах 1991 года в паре с Владимиром Жириновским.
- Золотухин, Анатолий Борисович (76) — советский и российский учёный в области разработки и эксплуатации нефтяных месторождений, доктор технических наук, профессор[279].
- Исмайлов, Аждар Таги оглы (83) — советский и азербайджанский литературовед, доктор филологических наук, профессор[280].
- Кириличев, Вячеслав Тимофеевич (82) — советский и российский актёр, артист Свердловского театра драмы (с 1965), народный артист Российской Федерации (2000)[281].
- Кладько, Василий Петрович (65) — украинский физик-экспериментатор, член-корреспондент НАН Украины (2015); убит[282].
- Класс, Игорь Иосифович (82) — советский и российский актёр и театральный режиссёр[283].
- Клиорин, Александр Ильич (98) — советский (российский) педиатр, профессор, начальник кафедры детских болезней Военно-медицинской академии имени С. М. Кирова; Главный специалист-педиатр Министерства обороны СССР; председатель правления Общества детских врачей Ленинграда (Санкт-Петербурга) (1974—1995 гг); Генерал-майор медицинской службы, участник Великой Отечественной войны[284].
- Кучерявый, Виталий Викторович (32) — украинский военнослужащий, полковник, участник российско-украинской войны, Герой Украины (2022, посмертно); погиб в бою[285].
- Левин, Максим Евгеньевич (41) — украинский фотожурналист; убит[286].
- Ли Гуанси[кит.] (92) — китайский оперный певец (тенор)[287].
- Масселл, Сэм[англ.] (94) — американский бизнесмен и политик, мэр Атланты (1970—1974)[288].
- Микаэла, графиня Парижская[англ.] (83) — испанская принцесса, вдова Генриха Орлеанского[289].
- Норов, Андрей Алексеевич (44) — украинский военнослужащий, капитан, участник российско-украинской войны, Герой Украины (2022, посмертно); погиб в бою[190].
- Похлёбкин, Николай Иванович (97) — советский передовик производства, Герой Социалистического Труда (1973)[290].
- Рено, Брент (50) — американский журналист и режиссёр-документалист; убит[291].
- Скобля, Алексей Николаевич (31) — украинский военнослужащий, старший сержант, участник российско-украинской войны, Герой Украины (2022, посмертно), погиб в бою[292].
- Тарабалка, Степан Иванович (29) — украинский военный лётчик, майор, участник российско-украинской войны, Герой Украины (2022, посмертно), погиб в воздушном бою[293].
- Хёрт, Уильям (71) — американский актёр, лауреат премии «Оскар» (1986)[294].
- Элфорд, Вик (86) — британский автогонщик[295].

## 12 марта

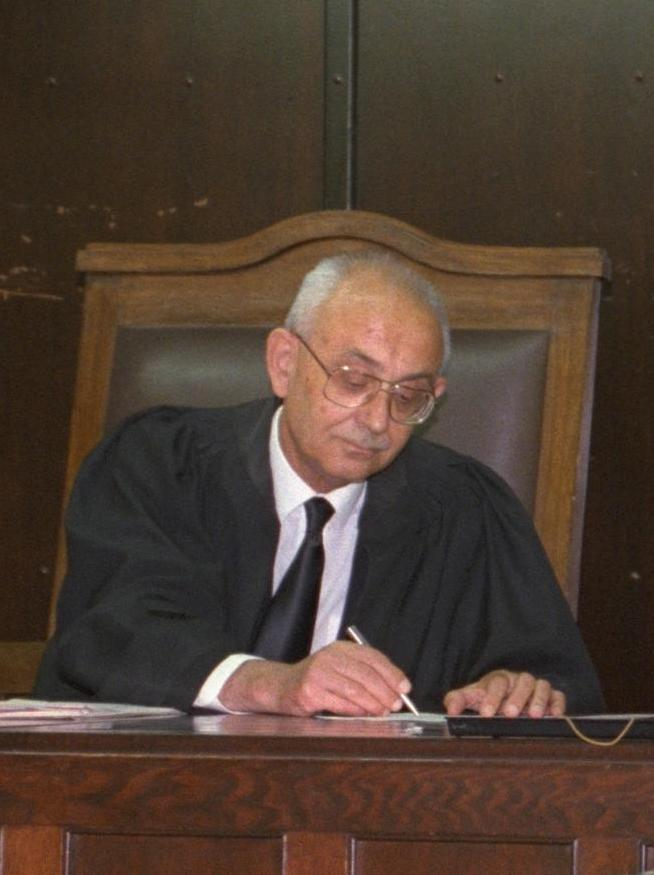
Элиэзер Голдберг

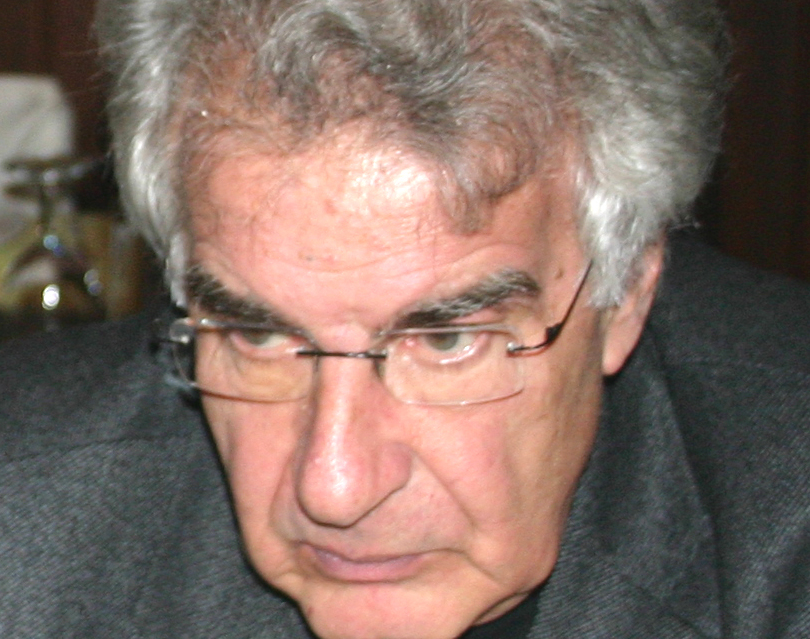
Ален Кривин

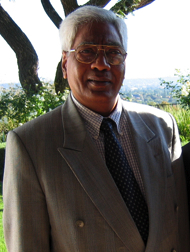
Карл Оффманн

- Адамовский, Олег Олегович (30) — украинский военнослужащий, майор, участник российско-украинской войны, Герой Украины (2022, посмертно); погиб в бою[296][297].
- Апухтин, Дмитрий Александрович (44) — украинский военнослужащий, полковник, участник российско-украинской войны, Герой Украины (2022, посмертно); погиб в бою[298].
- Архипов, Борис Алексеевич (72) — советский и российский невролог и нейропсихолог, профессор РНИМУ имени Н. И. Пирогова (1993)[299].
- Брэкстон, Трейси[англ.] (50) — американская певица, телевизионная персона, радиоведущая и актриса[300].
- Гершкович, Генри[англ.] (95) — израильский спортсмен (пулевая стрельба), участник летних Олимпийских игр 1972 года в Мюнхене[301].
- Голдберг, Элиэзер (90) — израильский юрист, судья Верховного суда Израиля (1983—1988), Государственный контролёр (1998—2005)[302].
- Гудзь, Валерий Фёдорович (51) — украинский военнослужащий, полковник, участник российско-украинской войны, Герой Украины (2022, посмертно); погиб в бою[303].
- Зозулин, Владимир Николаевич (30) — российский военнослужащий, старший лейтенант, участник российско-украинской войны, Герой Российской Федерации (2022, посмертно); погиб в бою[304].
- Кривин, Ален (80) — французский политический деятель, депутат Европейского парламента (1999—2004)[305].
- Лещишин, Богдан Григорьевич (39) — украинский военнослужащий, подполковник, участник российско-украинской войны, Герой Украины (2022, посмертно); погиб в бою[306].
- Мрочко, Константин Васильевич (37) — украинский военнослужащий, участник российско-украинской войны, Герой Украины (2022, посмертно); погиб в бою (о смерти стало известно в этот день)[307].
- Оффманн, Карл (81) — президент Маврикия (2002—2003)[308].
- Проетти, Бьяджо[англ.] (81) — итальянский киносценарист и кинорежиссёр[309].
- Рослюк, Виктор Васильевич (62) — советский футболист, мастер спорта СССР[310].
- Сбитов, Павел Олегович (27) — украинский военнослужащий, майор, участник российско-украинской войны, Герой Украины (2022, посмертно); погиб в бою[303].
- Собков, Роман Васильевич (32) — украинский военнослужащий, майор, участник российско-украинской войны, Герой Украины (2022, посмертно); погиб в бою[311].
- Умаров, Пазлу Саидович (72) — советский и российский тренер по греко-римской борьбе, заслуженный тренер СССР (1985)[312].
- Цюрик, Николай Владимирович (40) — украинский военнослужащий, участник российско-украинской войны, Герой Украины (2022, посмертно); погиб в результате артиллерийского обстрела[313].
- Головко, Виктор Александрович (37) — украинский военнослужащий, старший лейтенант, участник российско-украинской войны, Герой Украины (2022, посмертно); погиб в бою[314][311].
- Чехун, Роман Георгиевич (45) — украинский военный лётчик, майор, участник российско-украинской войны, Герой Украины (2023, посмертно); погиб в воздушном бою.
- Ошкало, Валерий Николаевич (54) — украинский военный лётчик, подполковник, участник российско-украинской войны, Герой Украины (2023, посмертно); погиб в воздушном бою.

## 11 марта

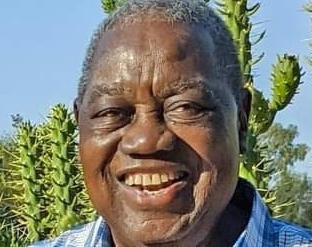
Рупия Банда

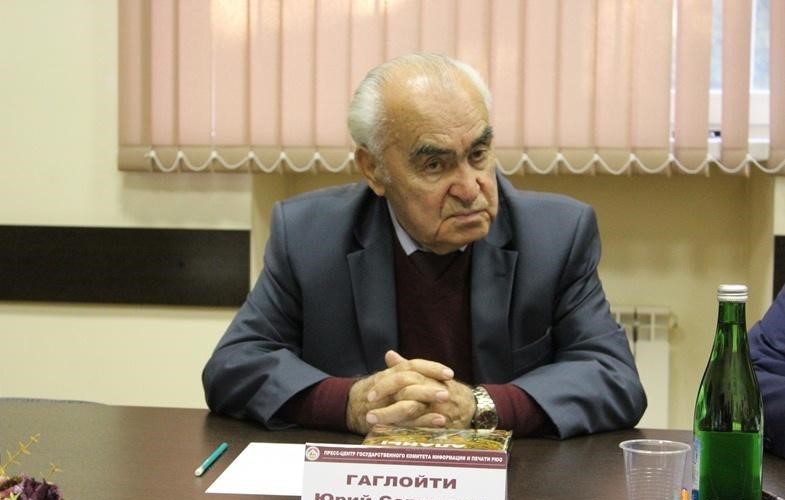
Юрий Гаглойти

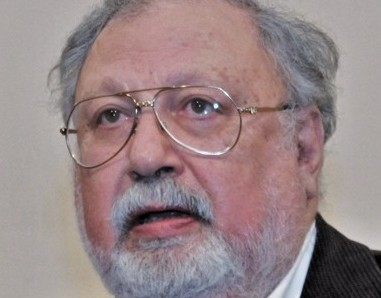
Рустам Ибрагимбеков

- Авченко, Олег Викторович (79) — советский и российский геолог, писатель и публицист[315].
- Аццопарди, Марио[мальт.][значимость?] (77) — мальтийский поэт и театральный режиссёр[316].
- Банда, Рупия (85) — замбийский государственный деятель, президент Замбии (2008—2011)[317].
- Гаглойти, Юрий Сергеевич (87) — советский и южноосетинский историк, министр внешних связей Южной Осетии (1996—1998)[318].
- Гальгоци, Арпад (93) — венгерский переводчик, писатель и поэт[319].
- Ибрагимбеков, Рустам Мамед Ибрагим оглы (83) — советский, российский и азербайджанский писатель, кинодраматург и кинорежиссёр[320].
- Кондо, Дзюн[яп.] (92) — японский физик-теоретик (Кондо эффект), член Японской академии наук (1997)[321].
- Марценюк, Роман Юрьевич (29) — украинский военнослужащий, танкист, участник российско-украинской войны, Герой Украины (2022, посмертно); погиб в бою[322].
- Московец, Валерий Иванович (72) — советский и украинский деятель правоохранительных органов, учёный-социолог, декан и проректор Харьковского университета внутренних дел., полковник; погиб во время обстрела[323].
- Петкевич, Алексей Михайлович (90) — белорусский литературовед, профессор ГрГУ имени Янки Купалы (1994)[324].
- Пигузов, Дмитрий Михайлович (83) — российский бас-тромбонист, народный артист Российской Федерации (2006)[325].
- Пилиев, Христофор Лаврентьевич[значимость?] (72) — советский и грузинский актёр[326].
- Побегайло, Эдуард Филиппович (85) — советский и российский правовед, доктор юридических наук (1985), профессор (1985), заслуженный деятель науки Российской Федерации, заслуженный юрист Российской Федерации (1995), государственный советник юстиции 3 класса[327].
- Усов, Павел Витальевич (25) — украинский военнослужащий, старший лейтенант, участник российско-украинской войны, Герой Украины (2022, посмертно); погиб в бою[328][329].
- Цюпак, Александр Сергеевич (39) — украинский военнослужащий, танкист, участник российско-украинской войны, Герой Украины (2022, посмертно); погиб в бою[330].
- Якушенко, Владимир Игоревич (61) — советский и российский ударник, бывший участник рок-группы «Автограф» (1979—1980)[331].

## 10 марта

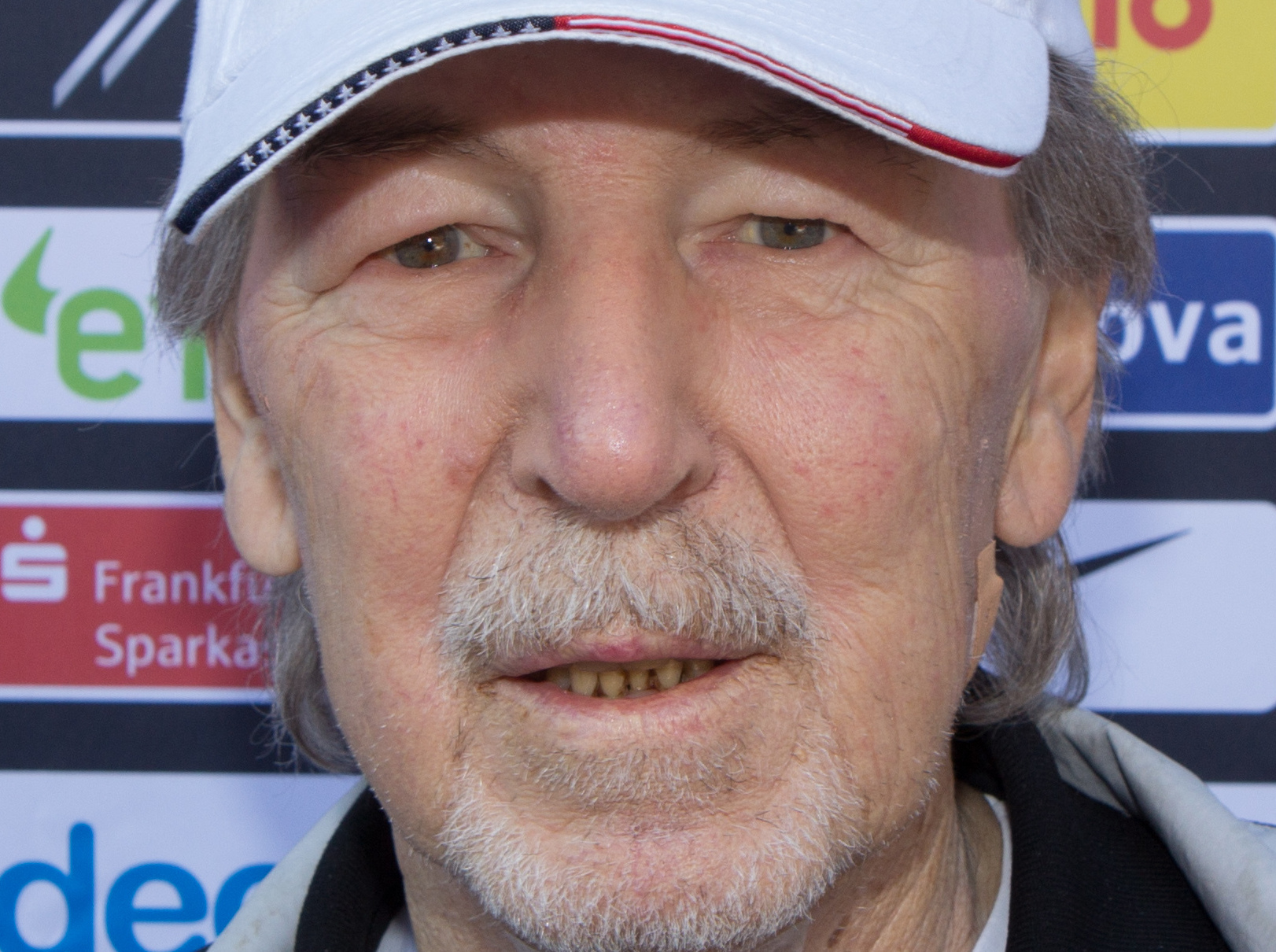
Юрген Грабовски

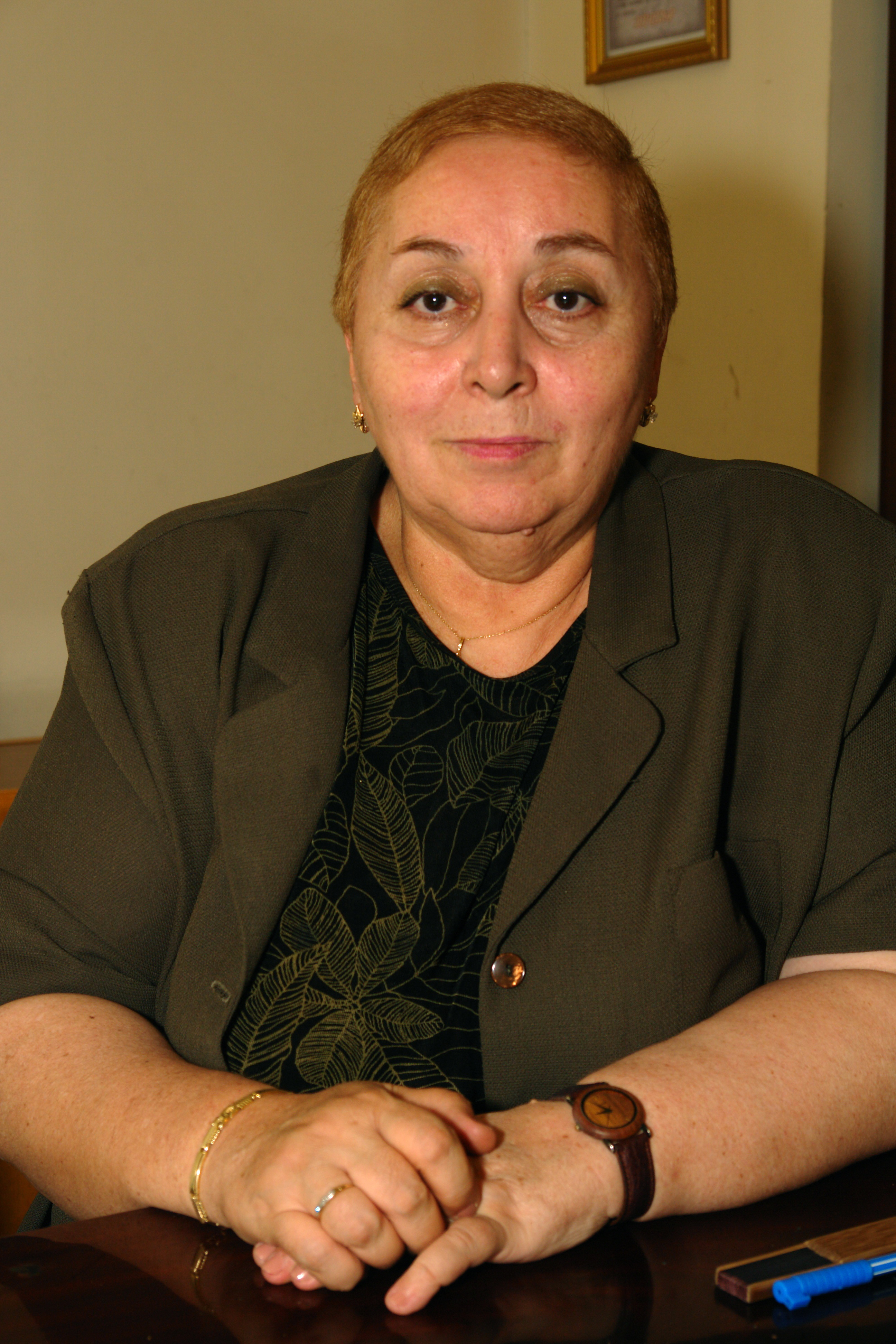
Алвард Петросян

Владимир Стромов

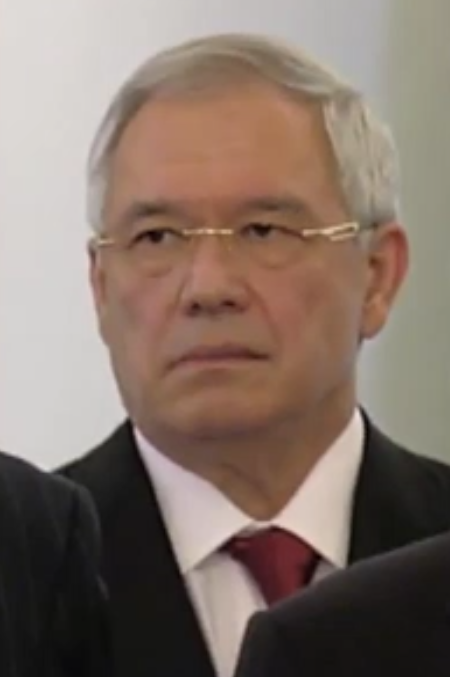
Рахим Хаитов

- Балакшин, Роберт Александрович[значимость?] (77) — советский и российский писатель[332].
- Грабовски, Юрген (77) — немецкий футболист, чемпион мира 1974 года в составе сборной ФРГ[333].
- Дельгадо, Эмилио[англ.] (81) — американский киноактёр[334].
- Заоралова, Ева[чеш.] (89) — чешский кинокритик и переводчик[335].
- Зинуров, Вячеслав Александрович (известный как Том Хаос) (50) — российский певец, бывший участник поп-группы «Отпетые мошенники» (1996—2021); самоубийство[336].
- Китчинг, Кимберли[англ.] (52) — австралийский политический деятель, сенатор (с 2016)[337].
- Мещеряков, Виталий Михайлович (80) — советский и российский организатор электронной промышленности, генеральный директор НПО «Электроника» (1986—2004)[338].
- Мирон, Раду[рум.] (94) — румынский математик, член Румынской академии[339].
- Мхеидзе, Леван Давидович (90) — советский и грузинский скульптор[340].
- Нельсон, Бобби[англ.] (91) — американская пианистка и певица[341].
- Петросян, Алвард Бардуховна (75) — армянский филолог и политический деятель, депутат Национального собрания (1999—2012)[342].
- Петрунин, Борис Викторович (75) — начальник УВД Красноярского края (1992—1999), генерал-лейтенант милиции[343].
- Роговский, Владимир Григорьевич (68) — советский футболист[344].
- Стромов, Владимир Юрьевич (44) — российский правовед, ректор ТГУ имени Г. Р. Державина (с 2015)[345].
- Тажуризина, Зульфия Абдулхаковна (89) — советский и российский философ и религиовед, доктор философских наук (1992), профессор кафедры философии религии и религиоведения философского факультета МГУ (1994), заслуженный профессор МГУ (2005)[346].
- Теран, Марио (80) — боливийский военнослужащий, считающийся убийцей Э. Че Гевары[347][348].
- Хаитов, Рахим Мусаевич (78) — советский и российский иммунолог, академик РАМН (1997—2013), академик РАН (2006)[349].
- Шрамкова, Алена[чеш.] (92) — чехословацкий и чешский архитектор[350].
- Эллиотт, Джон (91) — британский историк и испановед[351].

## 9 марта

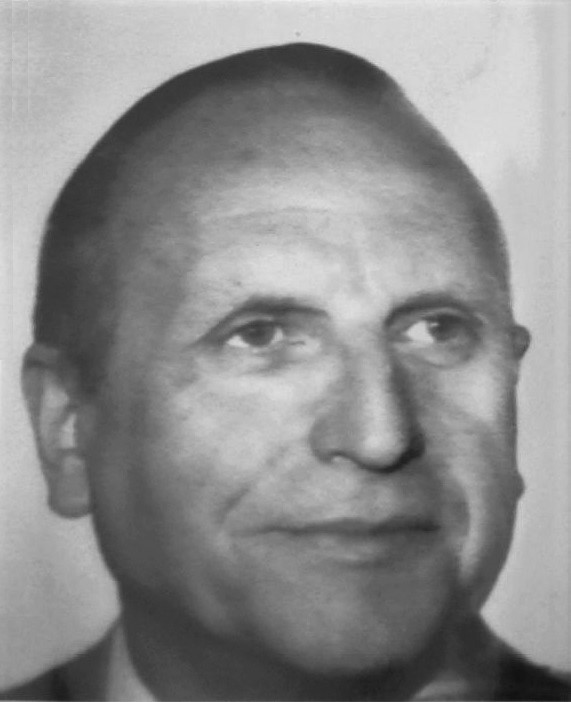
Ив Герен-Серак

- Ахмад, Айджаз[англ.] (81) — индийский марксистский философ, литературовед и политический комментатор, профессор[352].
- Бутусин, Леонид Олегович (20) — украинский военнослужащий, солдат, участник российско-украинской войны, Герой Украины (2023, посмертно); погиб в бою.
- Бутусин, Роман Олегович (24) — украинский военнослужащий, солдат, участник российско-украинской войны, Герой Украины (2023, посмертно); погиб в бою.
- Герен-Серак, Ив (95) — французский военный и ультраправый политик, крайний антикоммунист, католический активист, оперативный организатор ультраправых структур, основатель Aginter Press[353].
- Голан, Матти[ивр.] (85) — израильский писатель и публицист[354].
- Дойчкрон, Инге[нем.] (99) — немецко-израильская писательница и журналистка[355].
- Корти, Джон[англ.] (85) — американский кинорежиссёр, аниматор и продюсер, лауреат премии «Оскар» (1978)[356].
- Котенко, Сергей Леонидович (54) — украинский военнослужащий, полковник, участник российско-украинской войны, Герой Украины (2022, посмертно); погиб в бою[303][357].
- Кристофер, Джастис (40) — нигерийский футболист[358].
- Лысенко, Евгений Вадимович (27) — украинский военный лётчик, майор, участник российско-украинской войны, Герой Украины (2023, посмертно); погиб в бою.
- Маттиони, Эмилио[итал.][значимость?] (88) — итальянский архитектор[359].
- Регеж-Горохов, Василий Михайлович (84) — советский и российский марийский актёр, поэт, драматург, переводчик, публицист, заслуженный артист РСФСР (1988), народный писатель Республики Марий Эл (2007)[360].
- Русник, Роман Васильевич (23) — украинский военнослужащий, старший лейтенант, участник российско-украинской войны, Герой Украины (2022, посмертно); погиб в бою[361][362].

## 8 марта

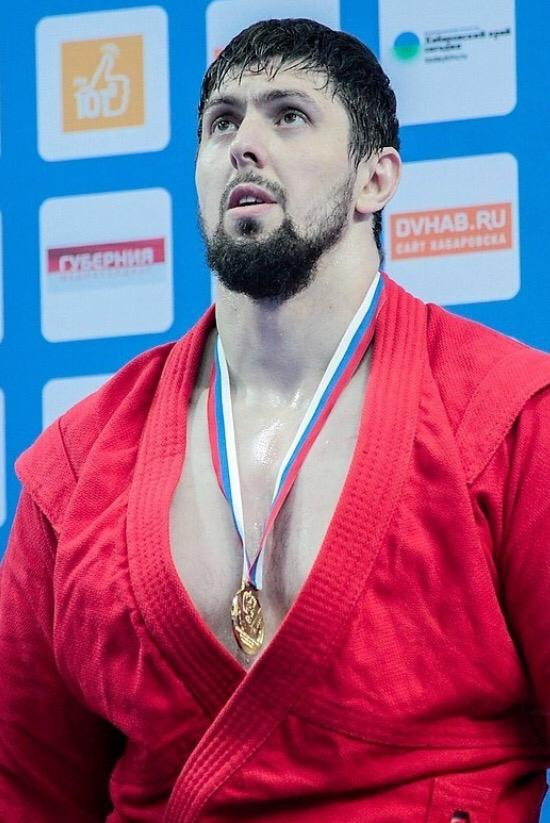
Аслан Камбиев

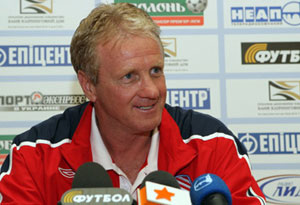
Валерий Петров

- Бакулин, Сергей Васильевич (87) — советский хозяйственный, государственный и политический деятель, Герой Социалистического Труда (1986)[363].
- Беннетт, Дэвид (57—58) — первый пациент, которому сделали ксенотрансплантацию генетически модифицированного сердца свиньи[364].
- Бой, Томас (69) — мексиканский футболист и тренер[365].
- Васич, Сергей Викторович (50) — украинский военнослужащий, участник российско-украинской войны, Герой Украины (12 марта 2022, посмертно); погиб в бою[366].
- Гегечкори, Олег Иродиевич (50) — украинский военный лётчик, полковник, командир вертолётной эскадрильи, участник российско-украинской войны, Герой Украины (2022, посмертно); погиб в бою[367].
- Герасимов, Вадим Сергеевич (36) — российский военнослужащий, подполковник, участник российско-украинской войны, Герой России (2022, посмертно); погиб в бою[368].
- Горин, Сергей Борисович (31) — российский офицер Воздушно-десантных войск Российской Федерации, майор, участник российско-украинской войны, Герой России (2022, посмертно); погиб при выполнении боевого задания[369].
- Жайнаков, Аманбек Жайнакович (80) — советский и киргизский учёный в области теплофизики, академик НАН КР (2000)[370].
- Журавлёв, Борис Борисович (43) — российский военнослужащий отряда специального назначения Российской Федерации, гвардии старшина, участник российско-украинской войны, Герой России (2022, посмертно); погиб при выполнении боевого задания[371].
- Камбиев, Аслан Русланович (36) — российский самбист и дзюдоист, чемпион и призёр чемпионатов России по дзюдо и самбо, чемпион Европы по самбо[372].
- Клеменчич, Рене (94) — австрийский композитор, музыкант и музыковед[373].
- Ли, Гордон (87) — английский футболист и тренер[374].
- Люташин, Андрей Александрович (47) — украинский военнослужащий, майор, участник российско-украинской войны, Герой Украины (2022, посмертно); погиб в бою[375].
- Мандреко, Сергей Владимирович (50) — советский, таджикский и российский футболист («Памир» Душанбе, «Рапид» Вена)[376].
- Мариняк, Александр Мирославович (42) — украинский военнослужащий, полковник, участник российско-украинской войны, Герой Украины (2022, посмертно); погиб в воздушном бою[303].
- Пархомук, Виталий Васильевич — украинский военнослужащий, участник российско-украинской войны, Герой Украины (2022, посмертно); погиб в бою[366].
- Петров, Валерий Павлович (67) — советский футболист («Авангард» Севастополь, «Таврия») и тренер[377].
- Свинчук, Олег Анатольевич (28) — украинский военнослужащий, участник российско-украинской войны Герой Украины (2022, посмертно); погиб в бою[378].
- Ступак, Юлиан Юрьевич (21) — украинский военнослужащий, лейтенант участник российско-украинской войны Герой Украины (2022, посмертно); погиб в бою[379][380].
- Ступницкая, Екатерина Викторовна (25) — украинская военнослужащая, участница российско-украинской войны Герой Украины (2022, посмертно); погибла при ракетно-бомбовом обстреле[381].
- Фэрроу, Маргарет[англ.] (87) — американская политическая деятельница, вице-губернатор штата Висконсин (2001—2003)[382].
- Чуколов, Десислав[болг.] (47) — болгарский политик, депутат Европейского парламента (2007—2009)[383].

## 7 марта

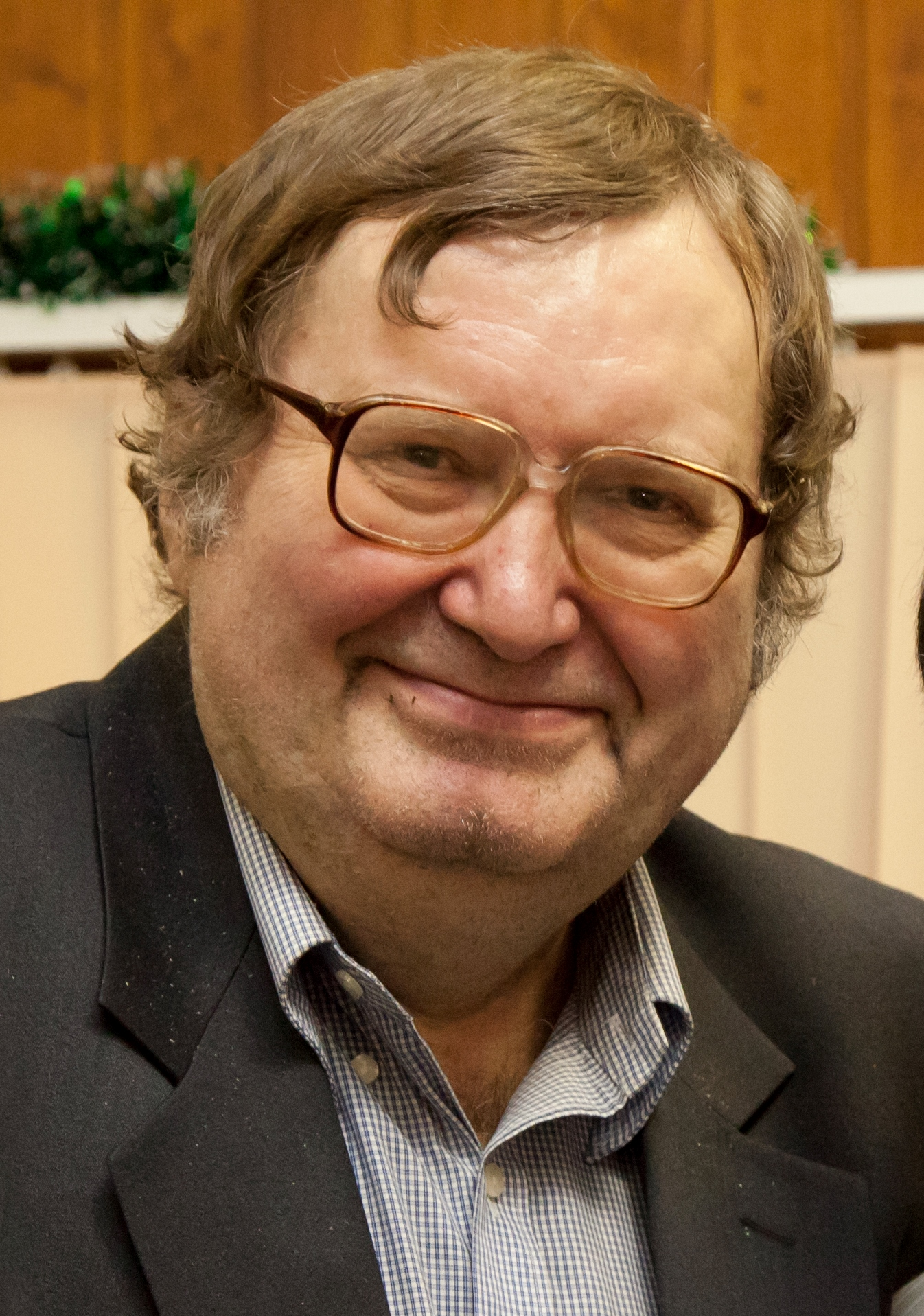
Игорь Липатов

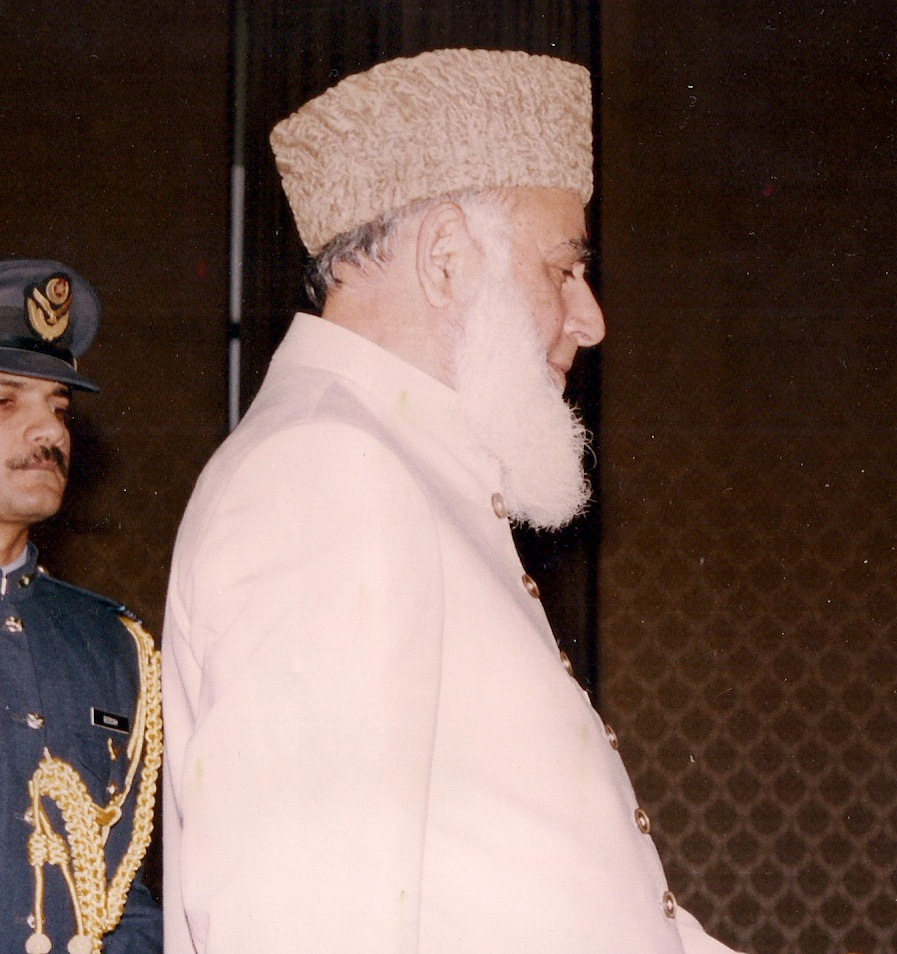
Рафик Тарар

- Андерсон, Пол[англ.] (87) — британский яхтсмен, бронзовый призёр Олимпийских игр (1968)[384].
- Астафьев, Василий Михайлович (102) — участник Великой Отечественной войны, Герой Советского Союза (1943)[385].
- Барон, Линда[англ.] (82) — британская актриса[386].
- Брайтвелл, Робби[англ.] (82) — британский легкоатлет (спринтерский бег), участник летних Олимпийских игр в Токио 1964 года[387].
- Варгас Бастидас, Эктор[англ.] (70) — чилийский католический прелат, епископ Темуко (с 2013)[388].
- Гилемханов, Дамир Рашидович (22) — российский военнослужащий, ефрейтор, участник российско-украинской войны, Герой Российской Федерации (2022, посмертно); погиб в бою[389].
- Гиршзон, Авраам (81) — израильский государственный деятель, министр финансов (2006—2007)[390].
- Дамбиева, Баярма Дамбиевна (74) — бурятский мастер декоративно-прикладного искусства[391].
- Икуми, Миа[англ.] (42) — японская художница-мангака[392].
- Исламов, Дамир Назирович (25) — российский военнослужащий, старший лейтенант, участник российско-украинской войны, Герой Российской Федерации (2022, посмертно); погиб в бою[393].
- Калачёв, Анатолий Иванович (83) — советский и российский писатель, публицист, участник ликвидации последствий аварии на Чернобыльской АЭС[394].
- Каштанов, Александр Иванович (92) — советский и российский художник, заслуженный художник Российской Федерации (2006)[395].
- Липатов, Игорь Иванович (73) — российский учёный в области аэродинамики, член-корреспондент РАН (2011)[396].
- Марченко, Александр Александрович (57) — украинский политический деятель, участник российско-украинской войны, депутат Верховной рады (2014—2019); погиб в бою[397].
- Панченков, Николай Кузьмич (89) — советский передовик производства, Герой Социалистического Труда (1975)[398].
- Сипиля, Яркко[фин.] (57) — финский писатель и журналист[399].
- Танай, Шахнаваз (72) — афганский военный деятель, министр обороны Афганистана (1988—1990)[400].
- Тарар, Рафик (92) — пакистанский государственный деятель, президент Пакистана (1998—2001)[401].
- Фрейманис, Андис — латвийский деятель контрразведки, и. о. начальника контрразведки (2021—2022)[402].
- Цевун, Иван Геннадьевич (23) — российский военнослужащий, старший механик-водитель танка, участник российско-украинской войны, Герой Российской Федерации (2022, посмертно); погиб в бою[403].
- Чартванчай, Беркрерк (77) — тайский боксёр[404].
- Щедрова, Валентина Илларионовна[укр.] (92) — советский и украинский скульптор, заслуженный художник Украины[405].

## 6 марта

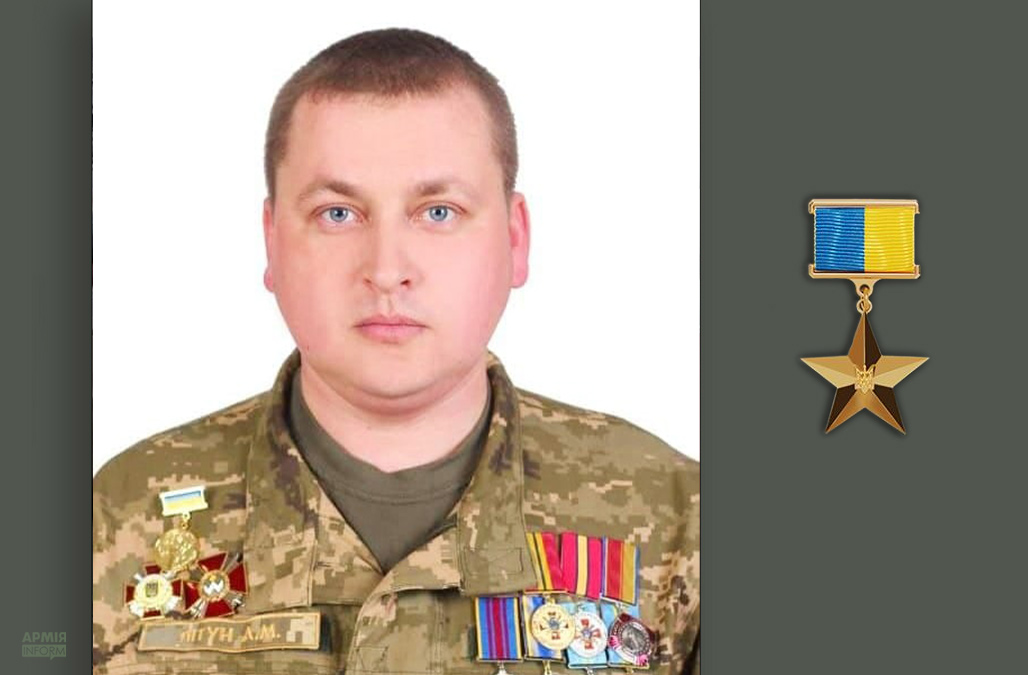
Андрей Литун

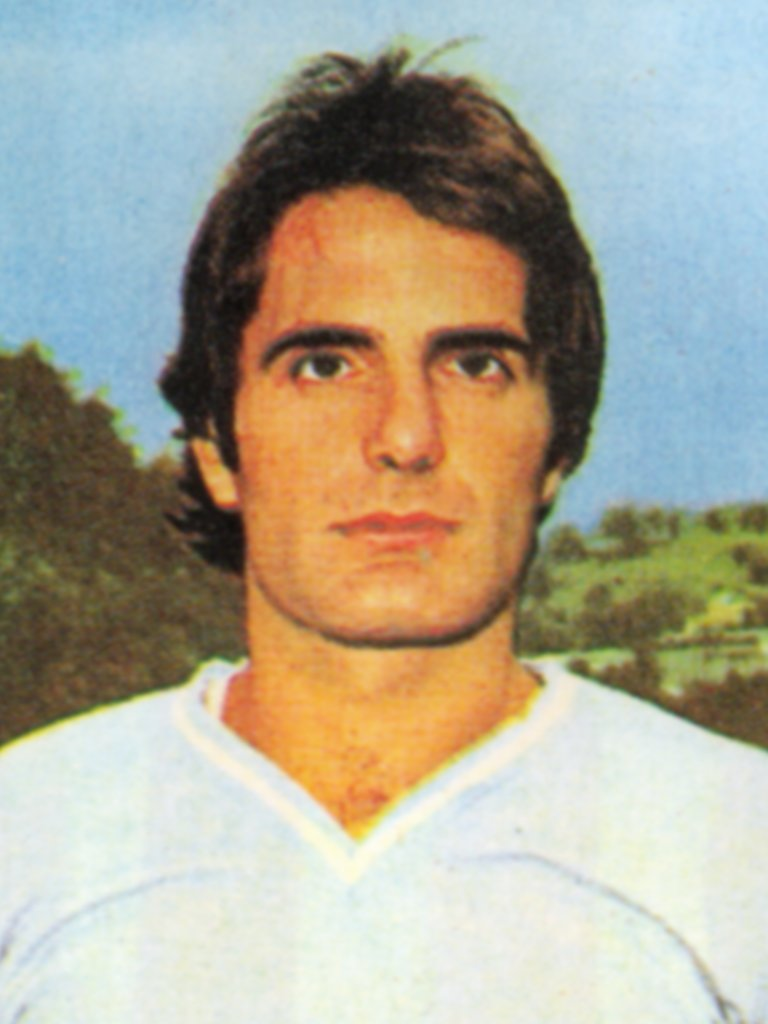
Джузеппе Уилсон

- Веселовская, Нина Валентиновна (89) — советская и российская актриса, заслуженная артистка РСФСР (1984)[406].
- Гилязов, Ильшат Фаритович (62) — российский скульптор, мастер ручной ковки, заслуженный художник Республики Башкортостан (2012). Член Союза художников РФ с 1997 года[407].
- Гренгмарк, Челль (87) — шведский кёрлингист, в составе мужской сборной Швеции по кёрлингу участник двух чемпионатов мира[408].
- Гах, Роман Васильевич (37) — украинский военнослужащий, полковник, участник российско-украинской войны, Герой Украины (2022, посмертно); погиб в бою.
- Коронди, Маргит (89) — венгерская гимнастка, двукратная олимпийская чемпионка (1952, 1956)[409].
- Ли, Павел Романович (33) — украинский актёр театра, кино и дубляжа, певец, участник российско-украинской войны; погиб в бою[410].
- Литун, Андрей Николаевич (37) — украинский военнослужащий, участник российско-украинской войны, подполковник, Герой Украины (2022, посмертно); погиб в бою[411].
- Мелу, Жералду[порт.] (86) — бразильский политический деятель, депутат парламента[412].
- О’Фаррелл, Фрэнк (94) — ирландский футболист и футбольный тренер[413].
- Салихов, Энмарк Шакирович (87) — советский и узбекский композитор, заслуженный деятель искусств Узбекской ССР (1984)[414].
- Столбов, Владимир Иванович (90) — советский и российский учёный, доктор технических наук (1983), профессор (1984), ректор Тольяттинского политехнического института (1979—2001)[415].
- Уилсон, Джузеппе (76) — итальянский футболист и спортивный функционер[416].
- Хубертс, Вильгельм (84) — австрийский футболист («Айнтрахт», национальная сборная)[417].

## 5 марта

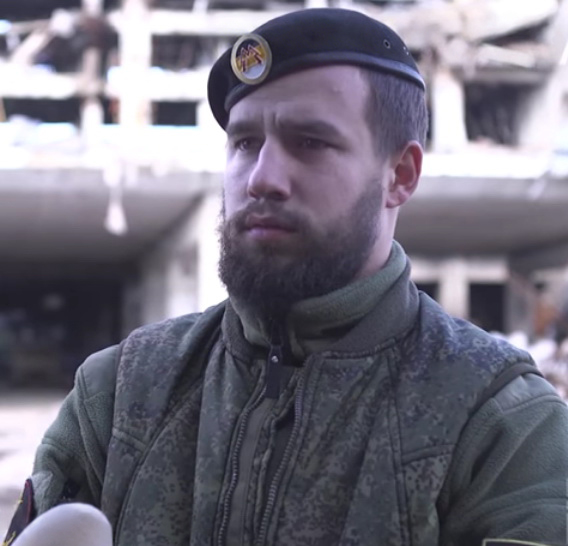
Владимир Жога

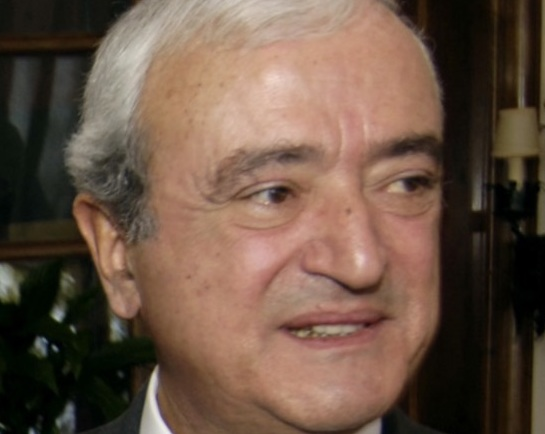
Антонио Мартино

- Арутюнян, Владимир Липаритович[арм.] (64) — армянский экономист, директор Института экономики НАН РА (с 2006), член-корреспондент НАН РА (2010)[418].
- Бурдули, Элгуджа Владимирович (80) — советский и грузинский киноактёр и певец[419].
- Григорян, Арам Паруйрович (91) — советский и армянский литературовед, академик НАН Армении (1996)[420].
- Жога, Владимир Артёмович (28) — участник российско-украинской войны, командир батальона «Спарта» (с 2016), гвардии полковник, Герой ДНР и Российской Федерации (2022, посмертно); погиб в бою[421].
- Каччавиллан, Агостино (95) — итальянский кардинал[422].
- Киреев, Денис Борисович (45) — украинский хозяйственный деятель и эксперт банковского сектора; убит[423].
- Лелин, Виктор Петрович (89) — советский военачальник, начальник управления кадров Сухопутных войск (1985—1992), генерал-лейтенант[424]
- Мартино, Антонио (79) — итальянский государственный деятель, министр иностранных дел (1994—1995), министр обороны (2001—2006)[425].
- Стернин, Иосиф Абрамович (73) — советский и российский лингвист, доктор филологических наук, профессор Воронежского государственного университета[426].
- Lil Bo Weep (22) — австралийская певица, рэп и хип-хоп исполнительница; передозировка[427].

## 4 марта

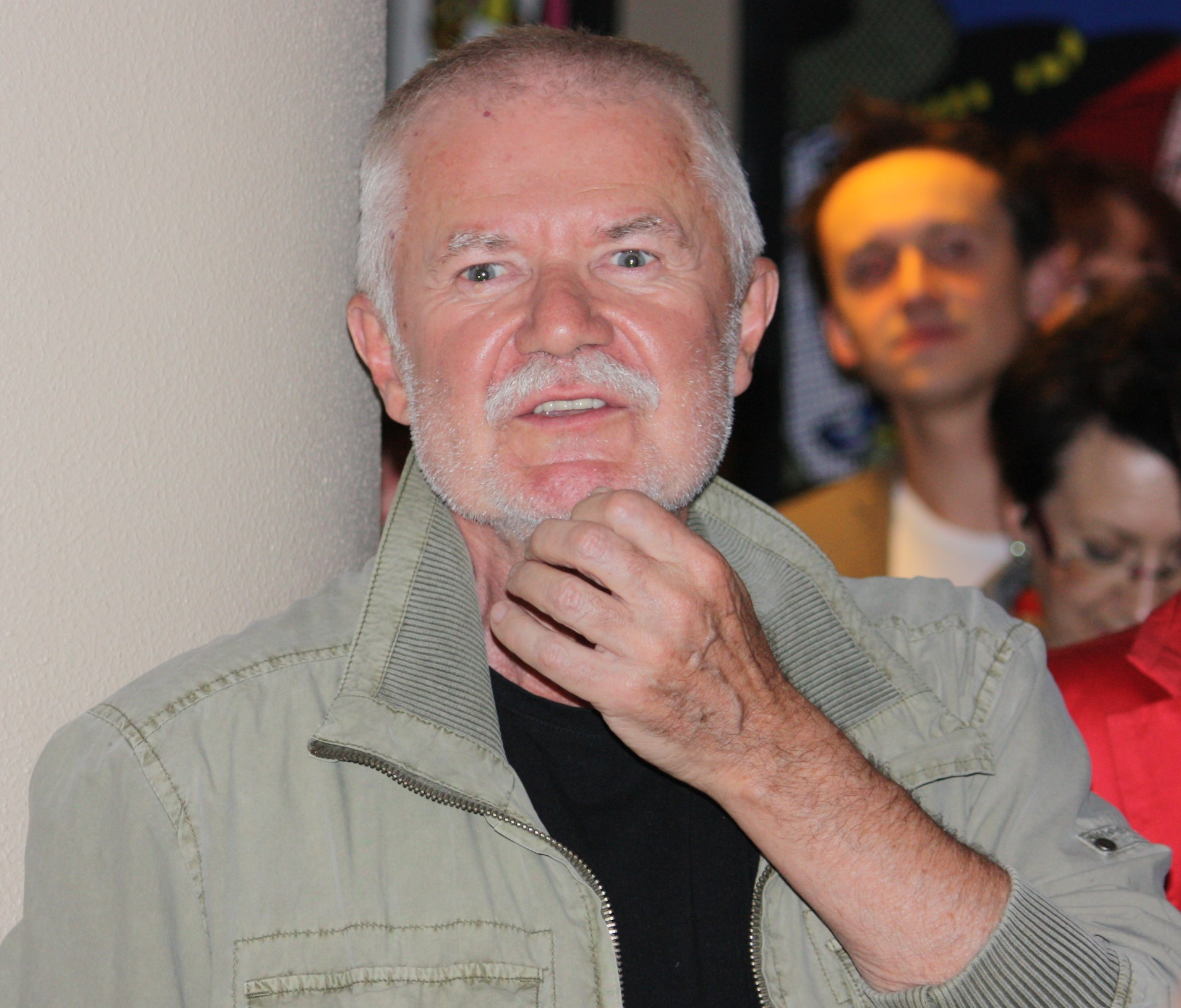
Тадеуш Боровский

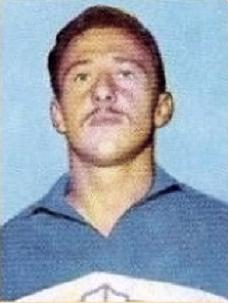
Марьян Висньески

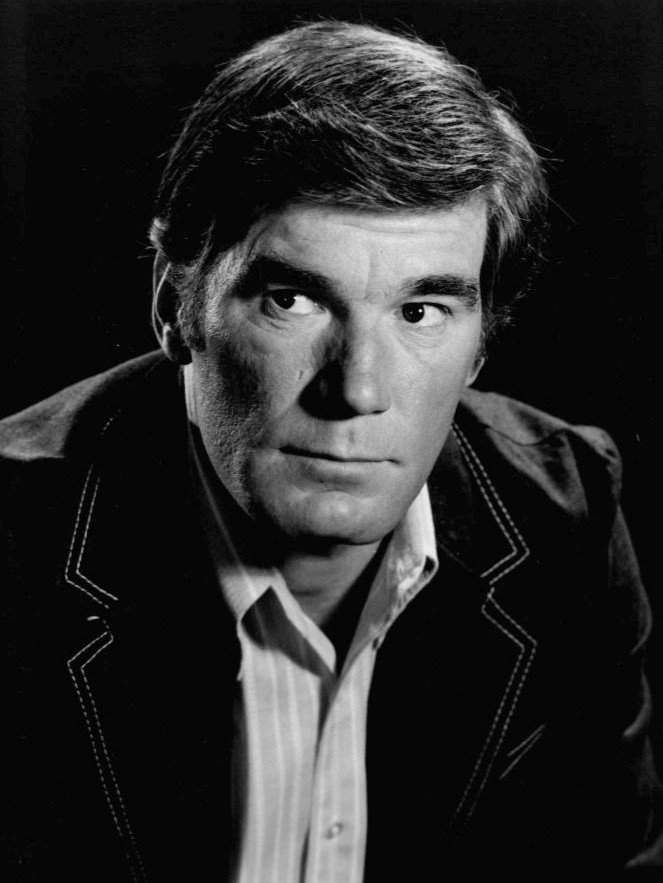
Митчелл Райан

- Боровский, Тадеуш (80) — польский актёр театра, кино и телевидения[428].
- Висньески, Марьян (85) — французский футболист, игрок национальной сборной[429].
- Власова, Клара Филипповна (96) — советский и российский живописец, заслуженный художник Российской Федерации (2016)[430].
- Глозман, Жанна Марковна (81) — российский нейропсихолог, профессор Московского университета[431][432].
- Гринберг, Мигель[исп.] (84) — аргентинский писатель, журналист, поэт и переводчик[433].
- Де Лаиглесиа, Хуан Пабло[исп.] (73) — испанский дипломат и государственный деятель[434].
- Де Розарио, Осберт (97) — сингапурский игрок в хоккей на траве, участник летних Олимпийских игр 1956 года в Мельбурне[435].
- Зоиров, Подабон Тошматович (81) — советский и таджикский дерматолог, член-корреспондент АН Таджикистана (1997)[436].
- Кныш, Валентин Филиппович (84) — советский и российский педагог и государственный деятель, депутат Государственной думы 2—3-го созывов[437].
- Льюис, Колин[англ.] (79) — британский шоссейный велогонщик, участник летних Олимпийских игр в Токио 1964 года[438].
- Мароши, Паула[венг.] (85) — венгерская фехтовальщица на рапирах, чемпионка летних Олимпийских игр в Токио (1964)[439].
- Мустафаев, Альберт Заманович (91) — советский и азербайджанский скульптор[440].
- Панов, Сергей Александрович (32) — российский военный, участник российско-украинской войны, майор, Герой Российской Федерации (2022); погиб в бою[441].
- Питкэрн, Роберт (83) — канадский спортсмен, участвующий в соревнованиях по стрельбе из крупнокалиберных винтовок[англ.], старейший дебютант в Играх Содружества: 79 лет и 9 месяцев (2018)[442].
- Райан, Митчелл (88) — американский актёр[443].
- Родригес, Сунит Фрэнсис[англ.] (88) — индийский военачальник, командующий вооруженными силами Индии, губернатор штата Пенджаб[444].

## 3 марта

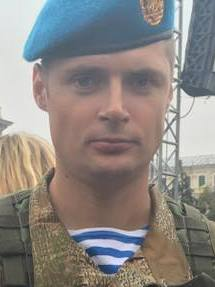
Валерий Чибинеев

- Алфеева, Лидия Николаевна (76) — советская легкоатлетка (прыжки в длину), бронзовый призёр летних Олимпийских игр в Монреале 1976 (прощание прошло в этот день)[445].
- Антонец, Семён Спиридонович (86) — советский и украинский деятель сельского хозяйства, Герой Социалистического Труда (1991), Герой Украины (1999)[446].
- Бауэр, Йозеф[англ.] (88) — австрийский художник[447].
- Васильев, Юрий Андрианович (84) — советский и российский тренер по хоккею с мячом, заслуженный тренер СССР[448].
- Волков, Евгений Владимирович (22) — украинский военнослужащий, младший сержант, участник российско-украинской войны, Герой Украины (2022, посмертно); погиб в бою[449].
- Вудс, Дин[англ.] (55) — австралийский велогонщик, чемпион Олимпийских игр (1984)[450].
- Звонов, Вячеслав Владимирович[значимость?] (74) — советский и российский скульптор[451].
- Кулик, Сергей Григорьевич (54) — украинский военнослужащий, штаб-сержант, участник российско-украинской войны, Герой Украины (2022, посмертно); погиб в бою[452].
- Кустов, Иван Ильич (98) — полковник Советской армии, участник Великой Отечественной войны, Герой Советского Союза (1945)[453].
- Меркурий, Абуна (83) — глава Эфиопской православной церкви, четвёртый Патриарх Эфиопской церкви[454].
- Михайлов, Руфэль Фёдорович (85) — советский и российский художник, заслуженный художник Российской Федерации (2014)[455].
- Нисимура, Кётаро[англ.] (91) — японский писатель[456].
- Осокин, Алексей Николаевич (32) — российский офицер Воздушно-десантных войск Российской Федерации, майор, командир 2-го десантно-штурмового батальона 31-й отдельной гвардейской десантно-штурмовой бригады, участник российско-украинской войны, Герой Российской Федерации (2022, посмертно); погиб при исполнении боевого задания[457].
- Пингелли Роза, Луис[порт.] (80) — бразильский физик-ядерщик[458].
- Самб, Уильям[англ.] — государственный деятель Папуа-Новой Гвинеи, министр транспорта и инфраструктуры (2019—2022), министр торговли и промышленности (2022)[459].
- Саул, Бруно Эдуардович (90) — советский государственный деятель, председатель Совета Министров Эстонской ССР (1984—1988)[460].
- Стал, Джон[англ.] (68) — шотландский киноактёр[461].
- Суни, Лев Вальтерович (89) — советский и российский историк, доктор исторических наук (1982), профессор[462].
- Хоменко, Андрей Викторович (24) — украинский военнослужащий, старший лейтенант, командир десантно-штурмового взвода 80-й отдельной десантно-штурмовой бригады, участник российско-украинской войны, Герой Украины (19 марта 2022, посмертно); погиб в бою[463].
- Хэйуорд, Томас[англ.] (97) — американский военно-морской деятель, начальник военно-морских операций США (1978—1982)[464].
- Чибинеев, Валерий Викторович (34) — украинский военный, участник российско-украинской войны, капитан, командир роты снайперов 79 отдельной десантно-штурмовой бригады, Герой Украины (2016); погиб в бою (о смерти стало известно в этот день)[465].
- Швайцер, Отто (97) — немецкий футболист («Бавария»)[466].
- Шервашидзе, Манучар Прокофьевич (91) — советский и грузинский актёр, народный артист Грузинской ССР (1982)[467].

## 2 марта

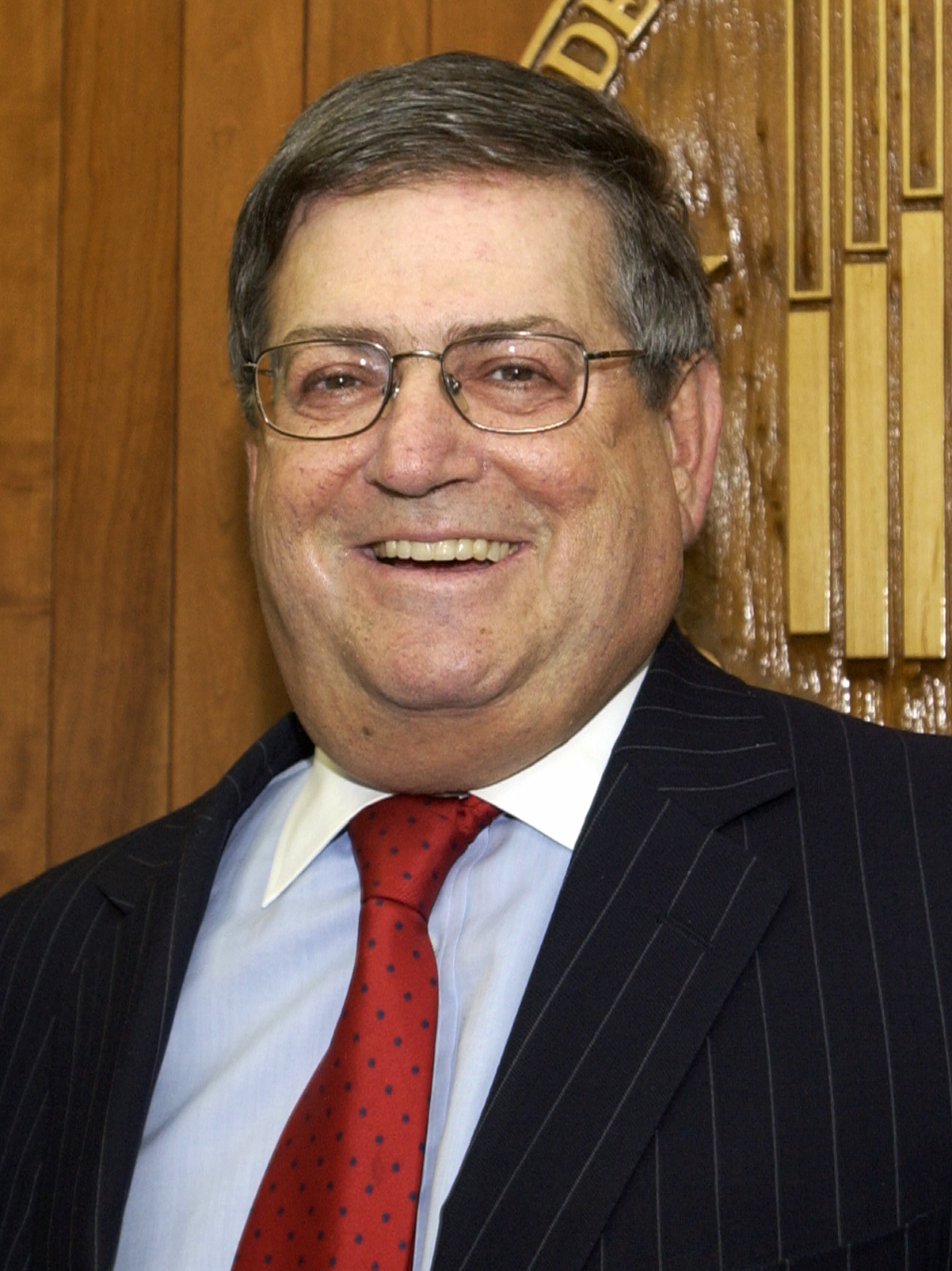
Кеннет Дуберштайн

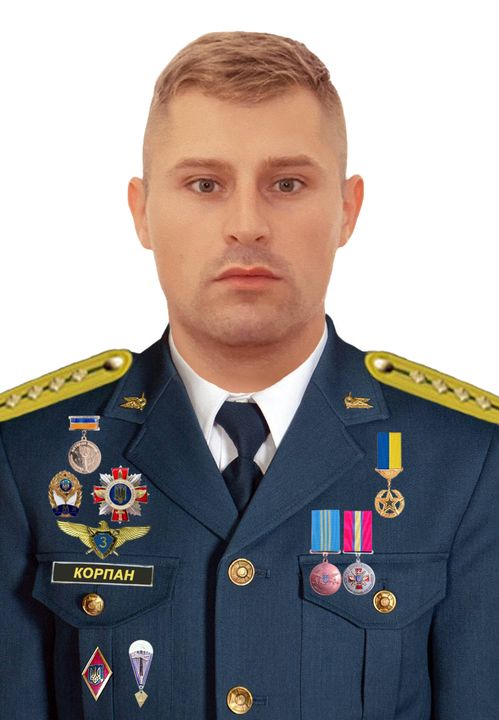
Александр Корпан

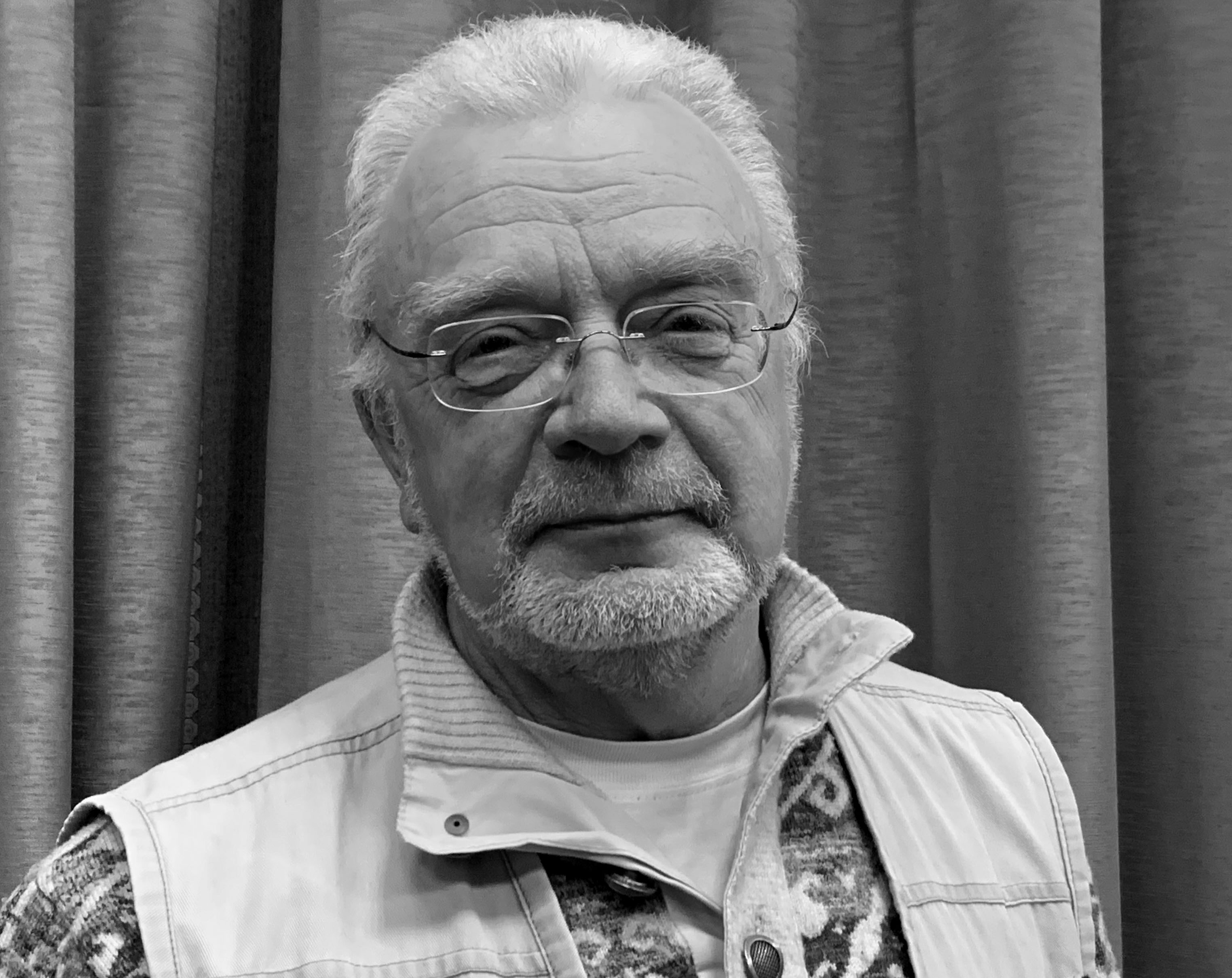
Владимир Морозов

- Андерсон, Алан (82) — шотландский футболист, игрок национальной сборной[468].
- Бельтран Монтес, Исраэль[исп.] (74) — мексиканский политик, депутат Палаты депутатов (1991—1994, 2006—2009)[469]
- Бонуччи, Эмилио[итал.] (73) — итальянский киноактёр[470].
- Бринжала, Александр Петрович (47) — украинский военный лётчик, майор, участник российско-украинской войны, Герой Украины (2022, посмертно); погиб в воздушном бою[471].
- Гафо, Людмила Георгиевна (102) — советский и белорусский архитектор[472].
- Гольдхан, Эберхард[нем.] (94) — немецкий политик, депутат Народной палаты ГДР (1990) и депутат Бундестага (1990)[473].
- Грот, Ян[норв.] (83) — норвежский художник[474].
- Грэф, Роджер[англ.] (85) — британский режиссёр документальных фильмов[475].
- Дуберштайн, Кеннет (77) — американский политтехнолог, глава администрации президента США (1988—1989)[476].
- Кармон, Йосеф[англ.] (88) — израильский актёр и театральный режиссёр[477].
- Корпан, Александр Богданович (27) — украинский военный лётчик, участник российско-украинской войны, Герой Украины (2022, посмертно); погиб в воздушном бою[478].
- Коэн, Роберт[фр.] (91) — французский профессиональный боксёр, чемпион мира (1954—1956)[479].
- Лэдд, Алан[англ.] (84) — американский кинопродюсер, лауреат премии «Оскар» (1996)[480].
- Морозов, Владимир Игоревич (68) — российский писатель[481].
- Нагорнов, Андрей Викторович (56) — российский киноактёр[482].
- Оканла, Мусса[англ.] (71) — бенинский дипломат, министр иностранных дел (2007—2008)[483].
- Партала, Станислав Юрьевич (37) — лейтенант Национальной гвардии Украины, участник российско-украинской войны, Герой Украины (2022, посмертно); погиб в бою[484].
- Пущенко, Сергей Николаевич[укр.] (61) — советский и украинский художник, график, заслуженный деятель искусств Украины, участник российско-украинской войны; погиб в бою[485].
- Рублёв, Владимир Фёдорович (61) — российский киноактёр[486].
- Струк, Владимир Алексеевич (57) — украинский политик, депутат Верховной рады (2012—2014), городской голова Кременной (с 2020); убит[487].
- Тристан, Фредерик (90) — французский писатель, поэт, драматург, лауреат Гонкуровской премии (1983)[488].
- Уолтон, Тони (87) — британский художник по костюмам и декорациям, лауреат премий «Тони», «Оскар», «Эмми» и «Драма Деск»[489].

## 1 марта

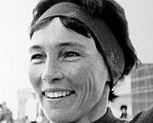
Алевтина Колчина

- Амосов, Олег Юрьевич (67) — советский и украинский экономист, доктор экономических наук, профессор, заслуженный деятель науки и техники Украины; погиб при артиллерийском обстреле[490].
- Блоха, Юрий Игоревич (33) — украинский военнослужащий, младший лейтенант, участник российско-украинской войны, Герой Украины (2022, посмертно); погиб в бою[449].
- Богатиков, Олег Алексеевич (87) — советский и российский геолог, академик РАН (1991)[491].
- Буталеб, Брахим[фр.] (84) — марокканский историк и политик, депутат Палаты представителей (1977—1983)[492].
- Дженис, Конрад[англ.] (94) — американский актёр и музыкант[493].
- Дышев, Сергей Михайлович (65) — русский писатель и журналист[494].
- Каннегиссер, Гордон[англ.] (76) — канадский хоккеист («Сент-Луис Блюз»)[495].
- Келман, Херберт[англ.] (94) — американский социальный психолог, доктор наук, профессор Гарвардского университета[496].
- Колчина, Алевтина Павловна (91) — советская лыжница, чемпионка Олимпийских игр (1964), заслуженный мастер спорта СССР (1958)[497].
- Кулик, Александр Васильевич (64) — советский и украинский тренер по велоспорту, заслуженный тренер УССР (1988), участник российско-украинской войны; погиб в бою[498].
- Мак, Уорнер[англ.] (86) — американский певец и автор песен[499].
- Найт, Гарет (91) — британский писатель, таролог и оккультист [ NECROLOG  / D. Sutton — 2022. — Iss. 420. — P. 29].
- Олбистон, Джорди[англ.] (60) — австралийская поэтесса[500].
- О’Шонесси, Хью (87) — британский журналист и писатель[501].
- Турко, Паоло[итал.] (73) — итальянский актёр[502].
- Чубур, Василий Васильевич[укр.] (72) — советский и украинский поэт, переводчик, литературный критик и журналист[503].
- Шамош, Амнон[англ.] (93) — израильский писатель и поэт[504].